# Sistema fotovoltaico
Un sistema fotovoltaico, también sistema FV o sistema de energía solar, es un sistema de energía diseñado para suministrar energía solar utilizable por medio de la energía fotovoltaica. Consiste en una disposición de varios componentes, incluidos los paneles solares para absorber y convertir la luz solar en electricidad, un inversor solar para convertir la salida de corriente continua a corriente alterna, así como el montaje, el cableado y otros accesorios eléctricos para establecer un sistema de trabajo. También puede utilizar un sistema de seguimiento solar para mejorar el rendimiento general del sistema e incluir una solución de batería integrada, ya que se espera que los precios de los dispositivos de almacenamiento bajen. En sentido estricto, un conjunto solar sólo abarca el conjunto de paneles solares, la parte visible del sistema fotovoltaico, y no incluye todo el resto del hardware, a menudo resumido como balance del sistema (BOS). Como los sistemas fotovoltaicos convierten la luz directamente en electricidad, no deben confundirse con otras tecnologías solares, como la energía solar concentrada o la energía solar térmica, utilizadas para la calefacción y la refrigeración.
Los sistemas fotovoltaicos van desde los pequeños, montados en tejados o integrados en edificios, con capacidades de unos pocos a varias decenas de kilovatios, hasta las grandes centrales eléctricas de cientos de megavatios. Hoy en día, la mayoría de los sistemas fotovoltaicos están conectados a la red, mientras que los sistemas aislados representan una pequeña parte del mercado.
Los sistemas fotovoltaicos, que funcionan de forma silenciosa y sin piezas móviles ni emisiones ambientales, han pasado de ser aplicaciones de nicho de mercado a una tecnología madura utilizada para la generación de electricidad en general. Un sistema en el tejado recupera la energía invertida en su fabricación e instalación en un plazo de 0,7 a 2 años y produce alrededor del 95% de energía renovable limpia neta a lo largo de una vida útil de 30 años:30 : 30 
Debido al crecimiento de la energía fotovoltaica, los precios de los sistemas fotovoltaicos han disminuido rápidamente desde su introducción. Sin embargo, varían según el mercado y el tamaño del sistema. En 2014, los precios de los sistemas residenciales de 5 kilovatios en Estados Unidos rondaban los 3,29 dólares por vatio, mientras que en el mercado alemán, muy penetrado, los precios de los sistemas sobre tejado de hasta 100 kW bajaron a 1,24 euros por vatio. Hoy en día, los módulos fotovoltaicos representan menos de la mitad del coste total del sistema, dejando el resto a los demás componentes del BOS y a los costes blandos, que incluyen la adquisición de clientes, la obtención de permisos, la inspección y la interconexión, la mano de obra de la instalación y los costes de financiación.: 14 

## Sistema moderno

### Descripción general

Diagrama de los posibles componentes de un sistema fotovoltaico

Un sistema fotovoltaico convierte la radiación solar, en forma de luz, en electricidad utilizable. Se compone del conjunto solar y del resto de componentes del sistema. Los sistemas fotovoltaicos pueden clasificarse en función de varios aspectos, como por ejemplo, sistemas conectados a la red frente a sistemas independientes, sistemas integrados en edificios frente a sistemas montados en bastidores, sistemas residenciales frente a sistemas de servicios públicos, sistemas distribuidos frente a sistemas centralizados, sistemas montados en tejados frente a sistemas montados en el suelo, sistemas de seguimiento frente a sistemas de inclinación fija, y sistemas de nueva construcción frente a sistemas readaptados. Otras distinciones pueden ser: sistemas con microinversores frente a inversores centrales, sistemas que utilizan silicio cristalino frente a tecnología de capa fina y sistemas con módulos de fabricantes chinos frente a europeos y estadounidenses.
Aproximadamente el 99% de los sistemas de energía solar europeos y el 90% de los estadounidenses están conectados a la red eléctrica, mientras que los sistemas sin conexión a la red son algo más comunes en Australia y Corea del Sur.:14 Los sistemas fotovoltaicos rara vez utilizan el almacenamiento en baterías. Esto puede cambiar, ya que los incentivos gubernamentales para el almacenamiento de energía distribuida se aplican y las inversiones en soluciones de almacenamiento se vuelven gradualmente viables económicamente para los sistemas pequeños. Una instalación solar residencial típica se monta en el tejado, en lugar de integrarse en el tejado o la fachada del edificio, lo que resulta mucho más caro. Las centrales solares a escala de servicios públicos están montadas en el suelo, con paneles solares fijos e inclinados, en lugar de utilizar costosos dispositivos de seguimiento. El silicio cristalino es el material predominante en el 90% de los módulos solares producidos en todo el mundo, mientras que su rival, la película fina, ha perdido cuota de mercado.:17-20 Cerca del 70% de todas las células y módulos solares se producen en China y Taiwán, y sólo el 5% por fabricantes europeos y estadounidenses.:11-12 La capacidad instalada tanto de pequeños sistemas en tejados como de grandes centrales solares está creciendo rápidamente y a partes iguales, aunque hay una tendencia notable hacia los sistemas a escala de servicios públicos, ya que el foco de atención de las nuevas instalaciones se está desplazando de Europa a regiones más soleadas, como el cinturón solar de Estados Unidos, que se oponen menos a las huertas solares montadas en el suelo y los inversores hacen más hincapié en la rentabilidad.:43
Impulsado por los avances tecnológicos y el aumento de la escala y la sofisticación de la fabricación, el coste de la energía fotovoltaica disminuye continuamente. Hay varios millones de sistemas fotovoltaicos distribuidos por todo el mundo, sobre todo en Europa, con 1,4 millones de sistemas sólo en Alemania.:5 - así como en Norteamérica, con 440.000 sistemas en Estados Unidos. La eficiencia de conversión de energía de un módulo solar convencional aumentó del 15 al 20% desde 2004.:17 y un sistema fotovoltaico recupera la energía necesaria para su fabricación en unos 2 años. En lugares con una irradiación excepcional, o cuando se utiliza la tecnología de capa fina, el llamado tiempo de recuperación de la energía se reduce a un año o menos.:30-33 La medición neta y los incentivos financieros, como las tarifas preferenciales para la electricidad generada por la energía solar, también han apoyado en gran medida las instalaciones de sistemas fotovoltaicos en muchos países. El coste nivelado de la electricidad procedente de sistemas fotovoltaicos a gran escala ha llegado a ser competitivo con las fuentes de electricidad convencionales en una lista cada vez más amplia de regiones geográficas, y se ha alcanzado la paridad de red en unos 30 países diferentes.
En 2015, el mercado mundial de la energía fotovoltaica, en rápido crecimiento, se acerca a la marca de los 200 GW, unas 40 veces la capacidad instalada en 2006. Estos sistemas contribuyen actualmente a un 1% de la generación de electricidad en todo el mundo. Los principales instaladores de sistemas fotovoltaicos en términos de capacidad son actualmente China, Japón y Estados Unidos, mientras que la mitad de la capacidad mundial está instalada en Europa, con Alemania e Italia suministrando entre el 7% y el 8% de su respectivo consumo nacional de electricidad con energía solar fotovoltaica. La Agencia Internacional de la Energía prevé que la energía solar se convierta en la mayor fuente de electricidad del mundo en 2050, y que la energía solar fotovoltaica y la térmica concentrada contribuyan al 16% y al 11% de la demanda mundial, respectivamente.

### Conexión a la red solar

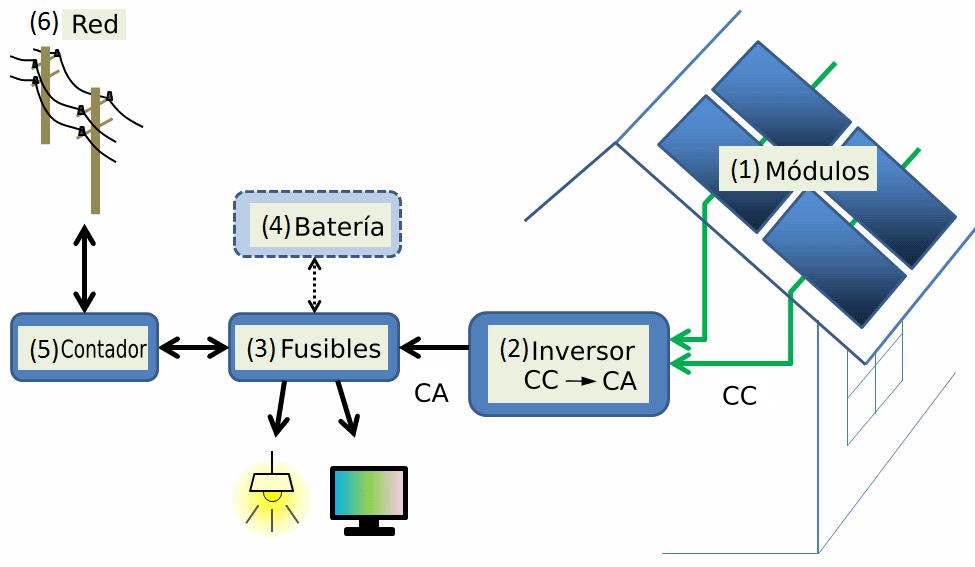
Esquemas de un sistema fotovoltaico residencial típico

Un sistema conectado a la red está conectado a una red independiente mayor (normalmente la red eléctrica pública) y alimenta energía directamente a la red. Esta energía puede ser compartida por un edificio residencial o comercial antes o después del punto de medición de ingresos, dependiendo de si la producción de energía acreditada se calcula independientemente del consumo de energía del cliente (tarifa de alimentación) o sólo sobre la diferencia de energía (medición neta). Estos sistemas varían en tamaño, desde los residenciales (2-10 kWp) hasta las centrales solares (hasta decenas de MWp). Se trata de una forma de generación de electricidad descentralizada. La inyección de electricidad en la red requiere la transformación de la corriente continua en corriente alterna mediante un inversor de red especial y sincronizado. En las instalaciones del tamaño de un kilovatio, el voltaje del lado de CC del sistema es tan alto como se permite (normalmente 1000 V, excepto los 600 V residenciales de EE. UU.) para limitar las pérdidas óhmicas. La mayoría de los módulos (60 o 72 células de silicio cristalino) generan entre 160 W y 300 W a 36 voltios. A veces es necesario o deseable conectar los módulos parcialmente en paralelo en lugar de todos en serie. Un conjunto de módulos conectados en serie se denomina "cadena".

### Escala del sistema

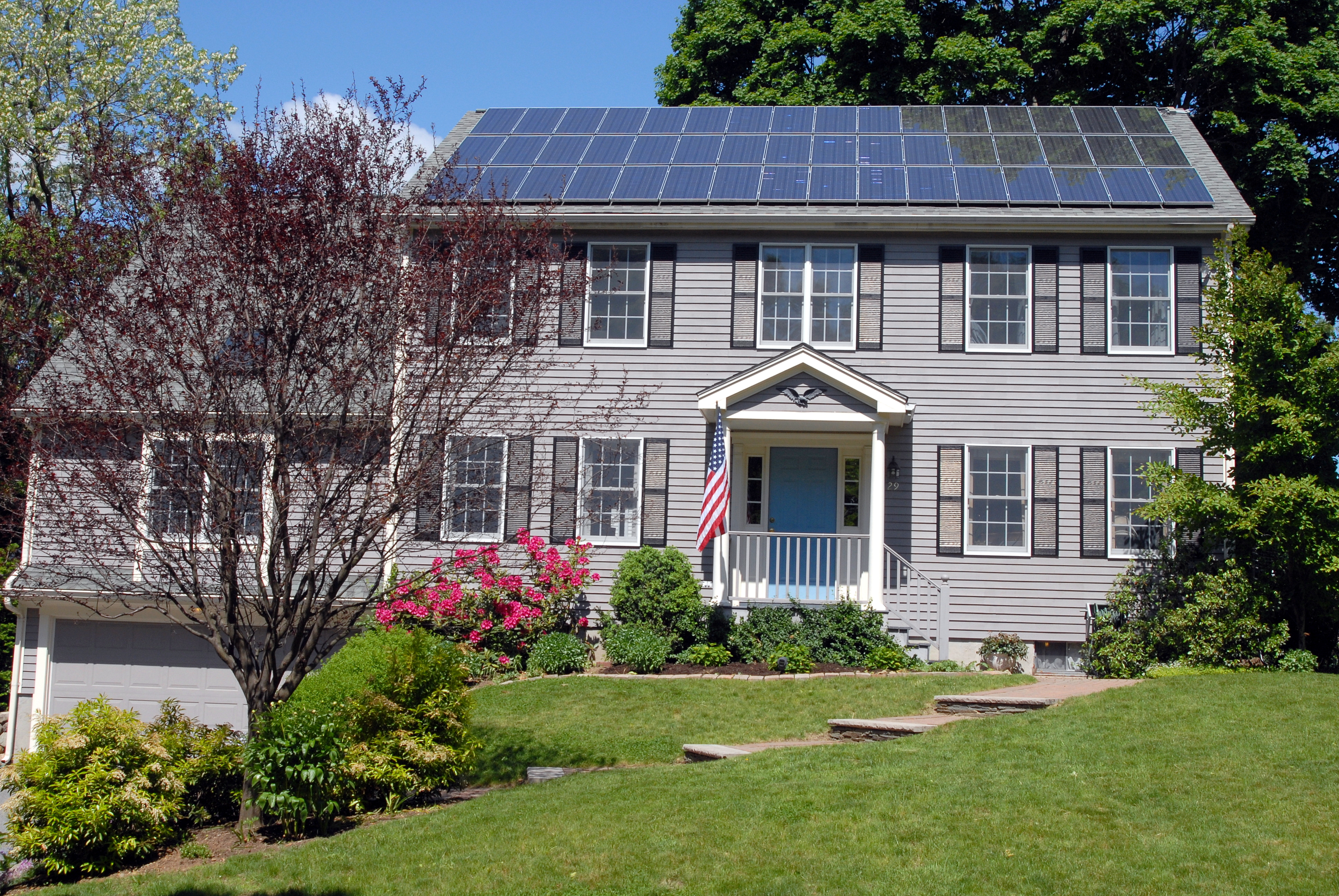
Sistema de azotea cerca de Bosto, EE. UU.

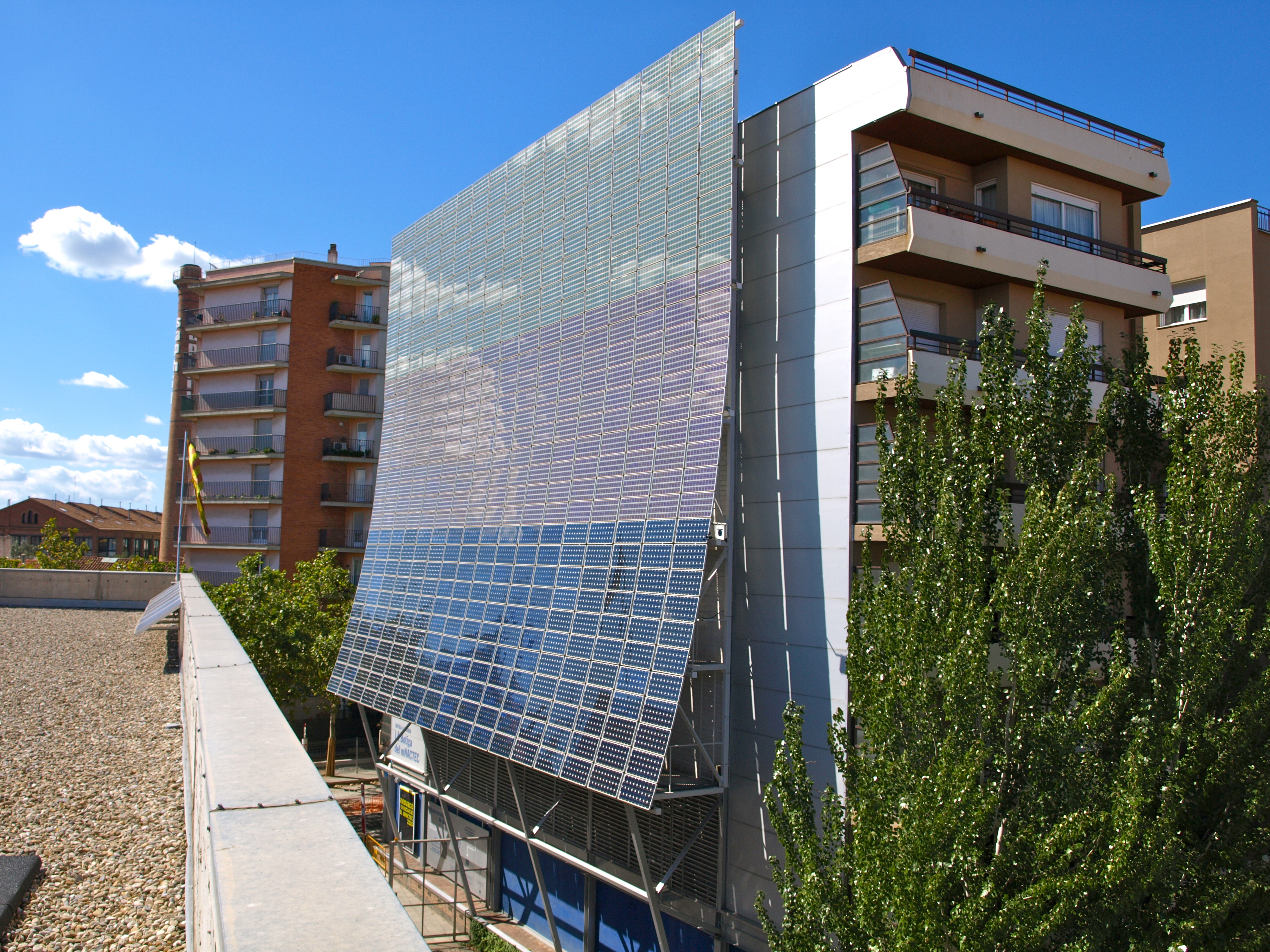
Muro BAPV cerca de Barcelona, España

Los sistemas fotovoltaicos se clasifican generalmente en tres segmentos de mercado distintos: tejados residenciales, tejados comerciales y sistemas a escala de servicios públicos montados en el suelo. Sus capacidades van desde unos pocos kilovatios hasta cientos de megavatios. Un sistema residencial típico es de unos 10 kilovatios y se monta en un tejado inclinado, mientras que los sistemas comerciales pueden alcanzar una escala de megavatios y suelen instalarse en tejados de poca pendiente o incluso planos. Aunque los sistemas montados en tejados son pequeños y tienen un coste por vatio más elevado que las grandes instalaciones a escala comercial, representan la mayor parte del mercado. Sin embargo, hay una tendencia creciente hacia las centrales eléctricas de mayor tamaño, especialmente en la región del "cinturón solar" del planeta.:43 

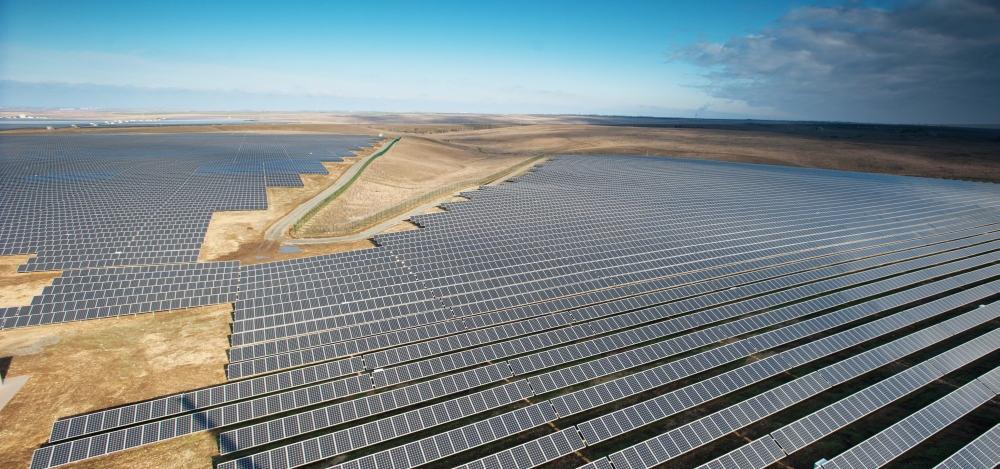
Parque solar Perovo en Ucrania

Escala de utilidad
Los grandes parques o huertas solares son centrales eléctricas capaces de suministrar energía a un gran número de consumidores. La electricidad generada se introduce en la red de transporte alimentada por plantas de generación central (planta conectada), o se combina con uno, o varios, generadores de electricidad domésticos para alimentar una pequeña red eléctrica (planta híbrida). En raras ocasiones, la electricidad generada se almacena o se utiliza directamente en una planta insular o autónoma. Los sistemas fotovoltaicos suelen estar diseñados para garantizar el mayor rendimiento energético para una inversión determinada. Algunas grandes centrales fotovoltaicas, como Solar Star, Waldpolenz Solar Park y Topaz Solar Farm, cubren decenas o cientos de hectáreas y tienen potencias de hasta cientos de megavatios.
Azotea, móvil y portátil
Un pequeño sistema fotovoltaico es capaz de proporcionar suficiente electricidad de CA para alimentar una sola vivienda, o un dispositivo aislado en forma de corriente alterna o continua. Los satélites militares y civiles de observación de la Tierra, el alumbrado público, las señales de construcción y de tráfico, los coches eléctricos, las tiendas de campaña con energía solar y los aviones eléctricos pueden contener sistemas fotovoltaicos integrados para proporcionar una fuente de energía primaria o auxiliar en forma de corriente alterna o continua, según el diseño y las demandas de energía. En 2013, los sistemas sobre tejados representaron el 60% de las instalaciones mundiales. Sin embargo, existe una tendencia a abandonar los tejados y a favorecer los sistemas fotovoltaicos a escala de servicios públicos, ya que el enfoque de las nuevas instalaciones fotovoltaicas también se está desplazando de Europa a los países de la región del cinturón solar del planeta, donde la oposición a los huertos solares montados en el suelo es menos acentuada.:43 Los sistemas fotovoltaicos portátiles y móviles proporcionan energía eléctrica independientemente de las conexiones a la red pública, para un funcionamiento "fuera de la red". Estos sistemas son tan comunes en los vehículos de recreo y las embarcaciones que hay minoristas especializados en estas aplicaciones y productos específicamente dirigidos a ellos. Dado que los vehículos recreativos (RV) normalmente llevan baterías y operan la iluminación y otros sistemas con energía nominal de 12 voltios DC, los sistemas de RV normalmente operan en un rango de voltaje que puede cargar las baterías de 12 voltios directamente, por lo que la adición de un sistema fotovoltaico sólo requiere paneles, un controlador de carga, y el cableado. Los sistemas solares de los vehículos de recreo suelen estar limitados en cuanto a potencia por el tamaño físico del espacio del techo del vehículo recreativo.
Integrado en edificio
En las zonas urbanas y suburbanas, los paneles fotovoltaicos se utilizan a menudo en los tejados para complementar el uso de la energía; a menudo el edificio tendrá una conexión a la red eléctrica, en cuyo caso la energía producida por el panel fotovoltaico puede venderse a la empresa de servicios públicos en algún tipo de acuerdo de medición neta. Algunas empresas de servicios públicos utilizan los tejados de los clientes comerciales y los postes telefónicos para apoyar el uso de los paneles fotovoltaicos. Los árboles solares son matrices que, como su nombre indica, imitan el aspecto de los árboles, dan sombra y, por la noche, pueden funcionar como farolas.

### Actuación
Las incertidumbres en los ingresos a lo largo del tiempo están relacionadas sobre todo con la evaluación del recurso solar y con el rendimiento del propio sistema. En el mejor de los casos, las incertidumbres suelen ser del 4% por la variabilidad climática anual, del 5% por la estimación del recurso solar (en un plano horizontal), del 3% por la estimación de la irradiación en el plano del conjunto, del 3% por la potencia nominal de los módulos, del 2% por las pérdidas debidas a la suciedad, del 1,5% por las pérdidas debidas a la nieve y del 5% por otras fuentes de error. Identificar y reaccionar ante las pérdidas gestionables es fundamental para la eficacia de los ingresos y la operación y mantenimiento. La supervisión del rendimiento de la instalación puede formar parte de los acuerdos contractuales entre el propietario de la instalación, el constructor y la empresa que compra la energía producida.  Un método para crear "días sintéticos" utilizando datos meteorológicos fácilmente disponibles y la verificación mediante el campo de pruebas Open Solar Outdoors hacen posible predecir el rendimiento de los sistemas fotovoltaicos con un alto grado de precisión. Este método puede utilizarse para determinar los mecanismos de pérdida a escala local, como los derivados de la nieve o los efectos de los revestimientos superficiales (por ejemplo, hidrofóbicos o hidrofílicos) en las pérdidas por suciedad o nieve. (Aunque en entornos con mucha nieve y con graves interferencias en el suelo pueden producirse pérdidas anuales por nieve del 30%). El acceso a Internet ha permitido mejorar aún más el control y la comunicación de la energía. Existen sistemas específicos de varios proveedores. En el caso de los sistemas solares fotovoltaicos que utilizan microinversores (conversión de CC a CA a nivel de panel), los datos de potencia de los módulos se proporcionan automáticamente. Algunos sistemas permiten establecer alertas de rendimiento que desencadenan avisos por teléfono, correo electrónico o texto cuando se alcanzan los límites. Estas soluciones proporcionan datos al propietario del sistema y al instalador. Los instaladores pueden supervisar a distancia varias instalaciones y ver de un vistazo el estado de toda su base instalada. 

## Componentes

Los componentes de equilibrio del sistema de una instalación fotovoltaica (BOS) equilibran el subsistema de generación de energía del conjunto solar (lado izquierdo) con el lado de uso de energía de los dispositivos domésticos de CA y la red eléctrica (lado derecho).

Un sistema fotovoltaico para el suministro de energía residencial, comercial o industrial está formado por el conjunto solar y una serie de componentes que a menudo se resumen en el balance del sistema (BOS). Este término es sinónimo de "Balance de planta" q.v. Los componentes del BOS incluyen equipos de acondicionamiento de energía y estructuras para su montaje, normalmente uno o más convertidores de potencia de CC a CA, también conocidos como inversores, un dispositivo de almacenamiento de energía, un sistema de estanterías que soporta el conjunto solar, el cableado eléctrico y las interconexiones, y el montaje de otros componentes.
Opcionalmente, un sistema de balance puede incluir alguno o todos los siguientes elementos: medidor de ingresos de créditos de energía renovable, rastreador de punto de máxima potencia (MPPT), sistema de baterías y cargador, rastreador solar por GPS, software de gestión de la energía, sensores de irradiación solar, anemómetro o accesorios específicos diseñados para satisfacer los requisitos especializados de un propietario de sistema. Además, un sistema CPV requiere lentes o espejos ópticos y a veces un sistema de refrigeración.
Los términos "panel solar" y "sistema fotovoltaico" a menudo se utilizan incorrectamente de manera intercambiable, a pesar de que el panel solar no abarca todo el sistema. Además, "panel solar" se utiliza a menudo como sinónimo de "módulo solar", aunque un panel consta de una cadena de varios módulos. El término " sistema solar " también es un nombre inapropiado para un sistema fotovoltaico.

### Panel solar

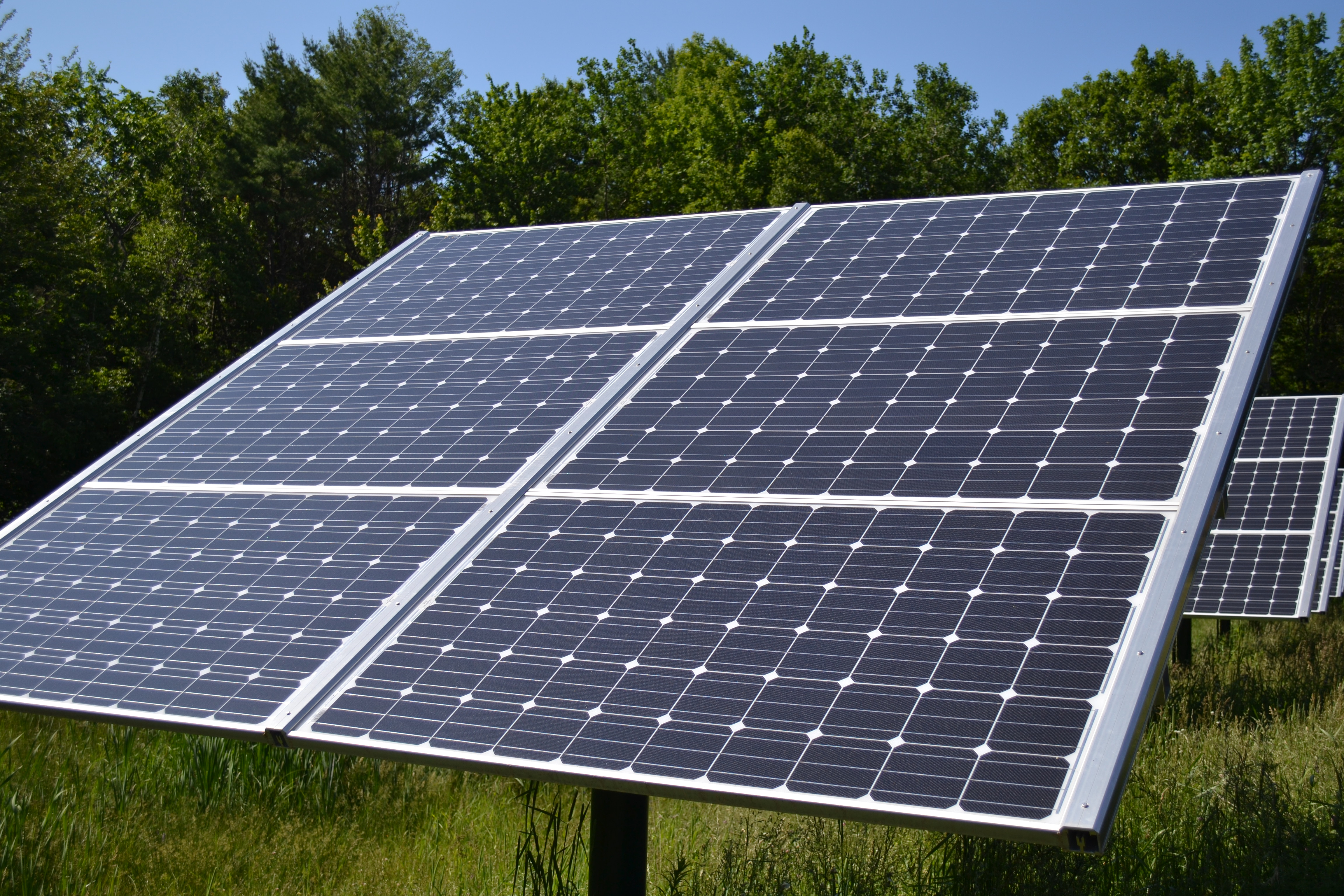
Panel solar de inclinación fija de paneles de silicio cristalino en Canterbury, New Hampshire, Estados Unidos

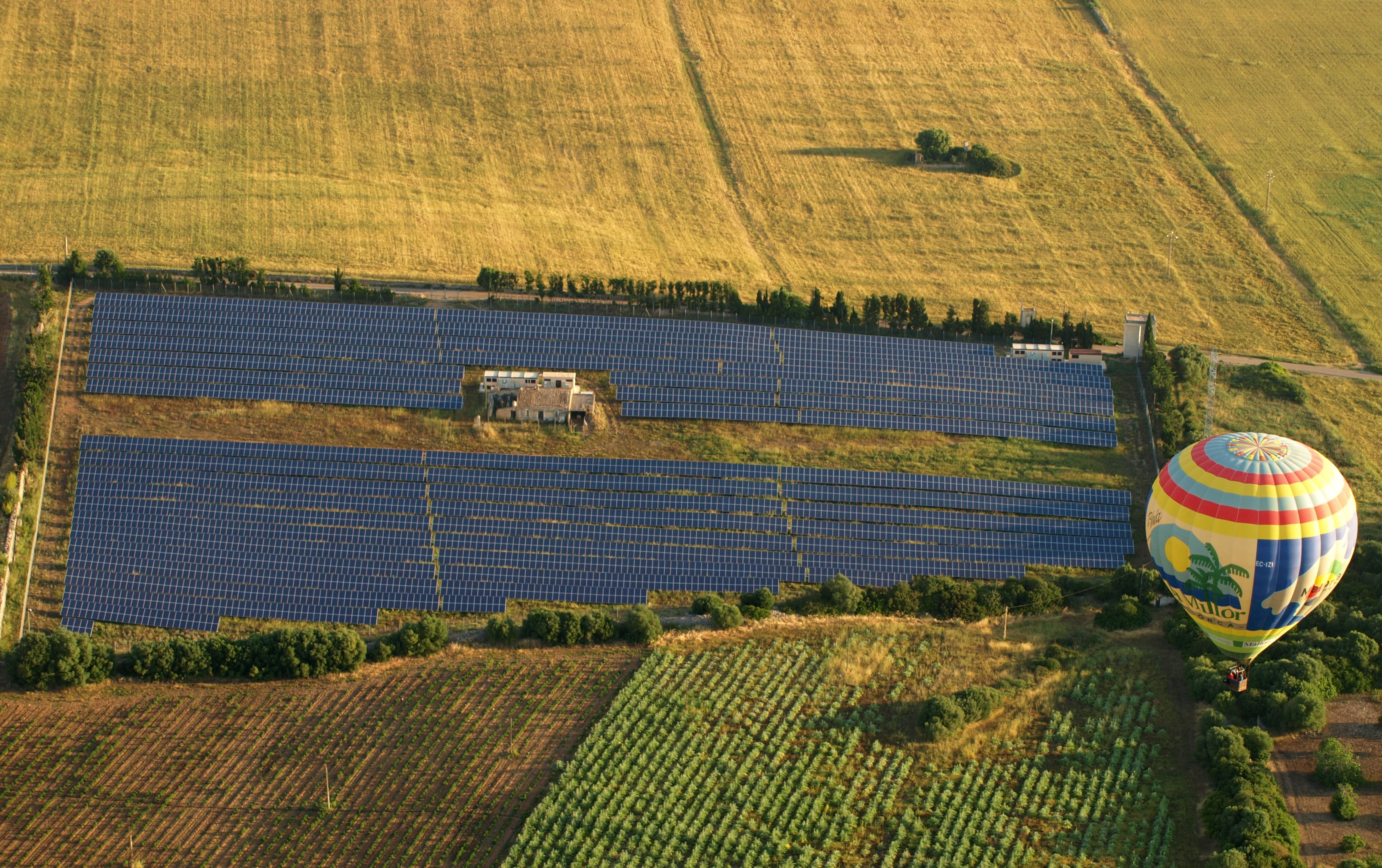
Matriz solar de un parque solar con unos miles de módulos solares en la isla de Mallorca, España

Los componentes básicos de un sistema fotovoltaico son las células solares. Una célula solar es el dispositivo eléctrico que puede convertir directamente la energía de los fotones en electricidad. Existen tres generaciones tecnológicas de células solares: la primera generación (1G) de células de silicio cristalino (c-Si), la segunda generación (2G) de células de capa fina (como CdTe, CIGS, silicio amorfo y GaAs), y la tercera generación (3G) de células orgánicas, sensibilizadas por colorantes, Perovskita y multiunión.
Las células solares c-Si convencionales, normalmente conectadas en serie, se encapsulan en un módulo solar para protegerlas de la intemperie. El módulo consta de un vidrio templado como cubierta, un encapsulante blando y flexible, una lámina posterior de un material resistente a la intemperie y al fuego y un marco de aluminio alrededor del borde exterior. Conectados eléctricamente y montados en una estructura de soporte, los módulos solares forman una cadena de módulos, a menudo llamada panel solar. Un conjunto solar está formado por uno o varios de estos paneles. Un conjunto fotovoltaico, o matriz solar, es una colección enlazada de módulos solares. La energía que puede producir un solo módulo rara vez es suficiente para satisfacer las necesidades de una vivienda o una empresa, por lo que los módulos se unen para formar un conjunto. La mayoría de las matrices fotovoltaicas utilizan un inversor para convertir la corriente continua producida por los módulos en corriente alterna que pueda alimentar luces, motores y otras cargas. Los módulos de una matriz fotovoltaica suelen conectarse primero en serie para obtener la tensión deseada; a continuación, las cadenas individuales se conectan en paralelo para que el sistema pueda producir más corriente. Los paneles solares suelen medirse en condiciones de ensayo estándar (STC) o en condiciones de ensayo PVUSA (PTC), en vatios. Los valores típicos de los paneles oscilan entre menos de 100 vatios y más de 400 vatios. La clasificación del conjunto consiste en la suma de las clasificaciones de los paneles, en vatios, kilovatios o megavatios.

#### Módulo y eficiencia
Un módulo fotovoltaico típico de 150 vatios tiene un tamaño de aproximadamente un metro cuadrado. Se puede esperar que dicho módulo produzca 0,75 kilovatios-hora (kWh) todos los días, en promedio, después de tener en cuenta el clima y la latitud, para una insolación de 5 horas de sol / día. La salida y la vida útil del módulo se degradan por el aumento de temperatura. Permitir que el aire ambiente fluya hacia arriba y, si es posible, hacia atrás de los módulos fotovoltaicos, reduce este problema, ya que el flujo de aire reduce la temperatura de operación y, consecuentemente, incrementa la eficiencia del módulo. Eso casi siempre ocurre para instalaciones de un solo módulo fotovoltaico, llevando erróneamente a se considerar dicho fenómeno igual para instalaciones de muchos módulos. Sin embargo, se ha demostrado recientemente que, en generadores fotovoltaicos, el aumento de la velocidad del viento aumenta las pérdidas de energía. Este resultado aparentemente contraintuitivo sigue leyes bien conocidas de la mecánica de fluidos: la interacción del viento con el generador fotovoltaico induce variaciones de flujo de aire que cambian la transferencia de calor de los módulos hacia el aire . 
La vida útil efectiva de los módulos suele ser de 25 años o más. El período de recuperación de una inversión en una instalación solar fotovoltaica varía mucho y, por lo general, es menos útil que un cálculo del retorno de la inversión . Si bien normalmente se calcula entre 10 y 20 años, el período de recuperación financiera puede ser mucho más corto con incentivos.
El efecto de la temperatura en los módulos fotovoltaicos se suele cuantificar mediante unos coeficientes que relacionan las variaciones de la tensión de circuito abierto, de la corriente de cortocircuito y de la potencia máxima con los cambios de temperatura. En este trabajo se presentan unas pautas experimentales completas para estimar los coeficientes de temperatura.
Debido al bajo voltaje de una célula solar individual (normalmente unos 0,5 V), se cablean varias células  en serie en la fabricación de un "laminado". El laminado se ensambla en una caja protectora resistente a la intemperie, formando así un módulo fotovoltaico o panel solar. A continuación, los módulos pueden encadenarse para formar un conjunto fotovoltaico. En 2012, los paneles solares disponibles para los consumidores tenían una eficiencia de hasta un 17% aproximadamente, mientras que los paneles disponibles en el mercado en 2020 pueden llegar hasta el 27%. Se ha registrado que un grupo del Instituto Fraunhofer de Sistemas de Energía Solar ha creado una célula que puede alcanzar una eficiencia del 44,7%, lo que hace que las esperanzas de los científicos de alcanzar el umbral de eficiencia del 50% sean mucho más factibles.

#### Sombreado y suciedad
La producción eléctrica de las células fotovoltaicas es extremadamente sensible al sombreado ("efecto luz de Navidad"). Cuando incluso una pequeña parte de una célula, módulo o conjunto está a la sombra, mientras el resto está a la luz del sol, el rendimiento disminuye drásticamente debido al "cortocircuito" interno (los electrones invierten su curso a través de la parte sombreada de la unión p-n). Si la corriente extraída de la cadena de células en serie no es mayor que la que puede producir la célula sombreada, la corriente (y por tanto la potencia) desarrollada por la cadena es limitada. Si se dispone de una tensión suficiente en las otras células de la cadena, la corriente será forzada a través de la célula mediante la ruptura de la unión en la parte sombreada. Esta tensión de ruptura en las células comunes está entre 10 y 30 voltios. En lugar de aumentar la energía producida por el panel, la célula sombreada absorbe energía, convirtiéndola en calor. Como la tensión inversa de una célula sombreada es mucho mayor que la tensión directa de una célula iluminada, una célula sombreada puede absorber la energía de muchas otras células de la cadena, afectando desproporcionadamente a la producción del panel. Por ejemplo, una célula sombreada puede caer 8 voltios, en lugar de añadir 0,5 voltios, a un determinado nivel de corriente, absorbiendo así la energía producida por otras 16 células. Por tanto, es importante que una instalación fotovoltaica no esté sombreada por árboles u otros obstáculos.
Se han desarrollado varios métodos para determinar las pérdidas por sombreado de los árboles en los sistemas fotovoltaicos, tanto en grandes regiones utilizando LiDAR, como a nivel de sistema individual utilizando sketchup. La mayoría de los módulos tienen diodos de derivación entre cada célula o cadena de células que minimizan los efectos del sombreado y sólo pierden la energía de la parte sombreada del conjunto. La función principal del diodo de derivación es eliminar los puntos calientes que se forman en las células y que pueden dañar el conjunto y provocar incendios.

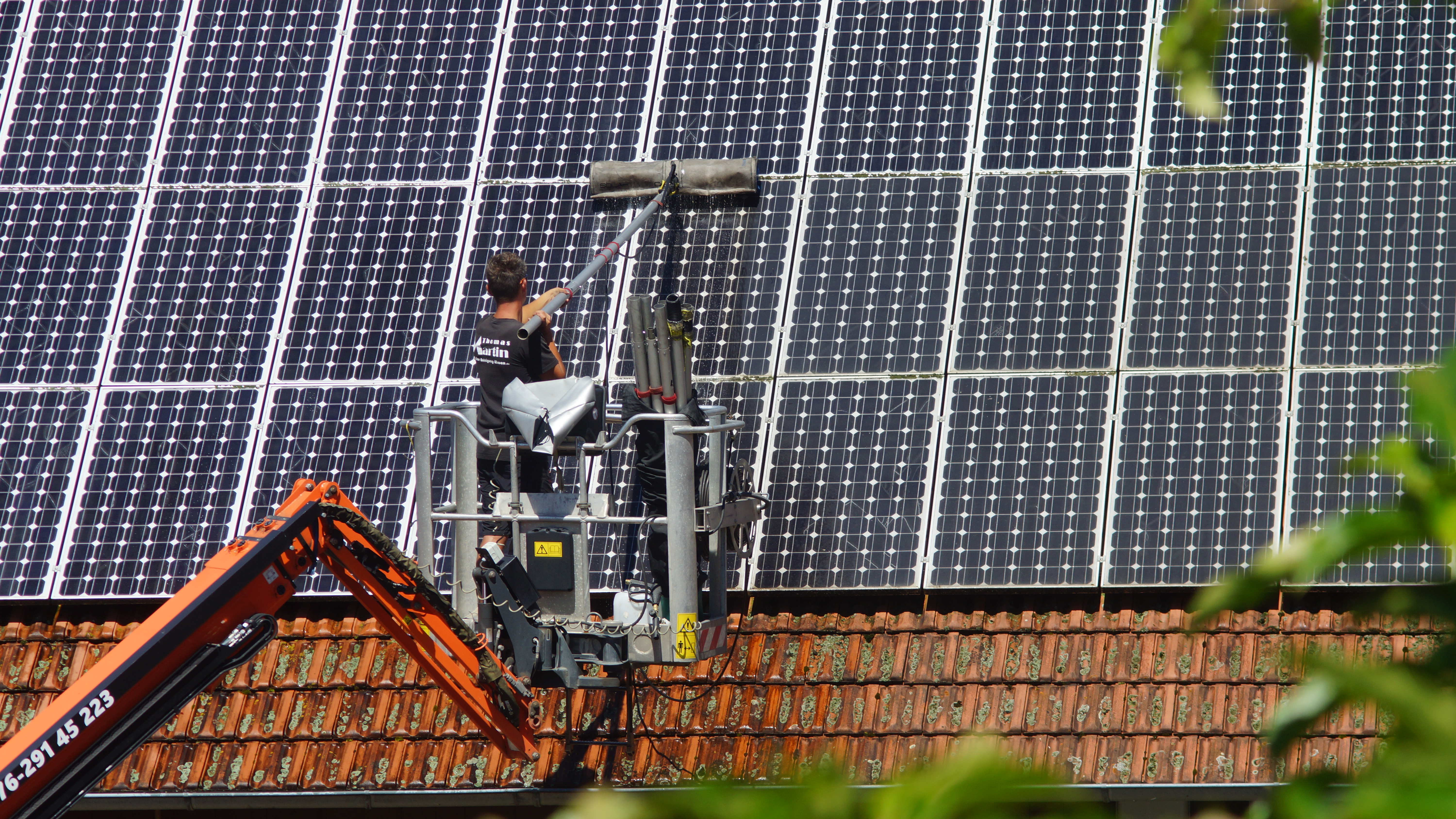
Limpieza de un sistema fotovoltaico

La luz solar puede ser absorbida por el polvo, la nieve u otras impurezas en la superficie del módulo (denominadas colectivamente como suciedad). La suciedad reduce la luz que incide en las células, lo que a su vez reduce la potencia del sistema fotovoltaico. Las pérdidas por suciedad se acumulan con el tiempo y pueden llegar a ser grandes si no se realiza una limpieza adecuada. En 2018, se estimó que la pérdida de energía anual global debida a la suciedad era de al menos un 3 % - 4 %. Sin embargo, las pérdidas por suciedad varían en gran medida de una región a otra, y dentro de las regiones. Mantener una superficie de módulo limpia aumentará el rendimiento de la producción durante la vida útil del sistema fotovoltaico. En un estudio realizado en una zona con mucha nieve (Ontario), la limpieza de los paneles solares montados en plano después de 15 meses aumentó su producción en casi un 100%. Sin embargo, los conjuntos inclinados a 5° se limpiaron adecuadamente con agua de lluvia. En muchos casos, especialmente en regiones áridas o en lugares próximos a desiertos, carreteras, industria o agricultura, la limpieza periódica de los paneles solares es rentable. En 2018, la pérdida de ingresos estimada inducida por el ensuciamiento se calculó entre 5.000 y 7.000 millones de euros.
La confiabilidad a largo plazo de los módulos fotovoltaicos es crucial para garantizar la viabilidad técnica y económica de la energía fotovoltaica como fuente de energía exitosa. El análisis de los mecanismos de degradación de los módulos fotovoltaicos es clave para garantizar una vida útil actual superior a los 25 años.

#### Insolación y energía

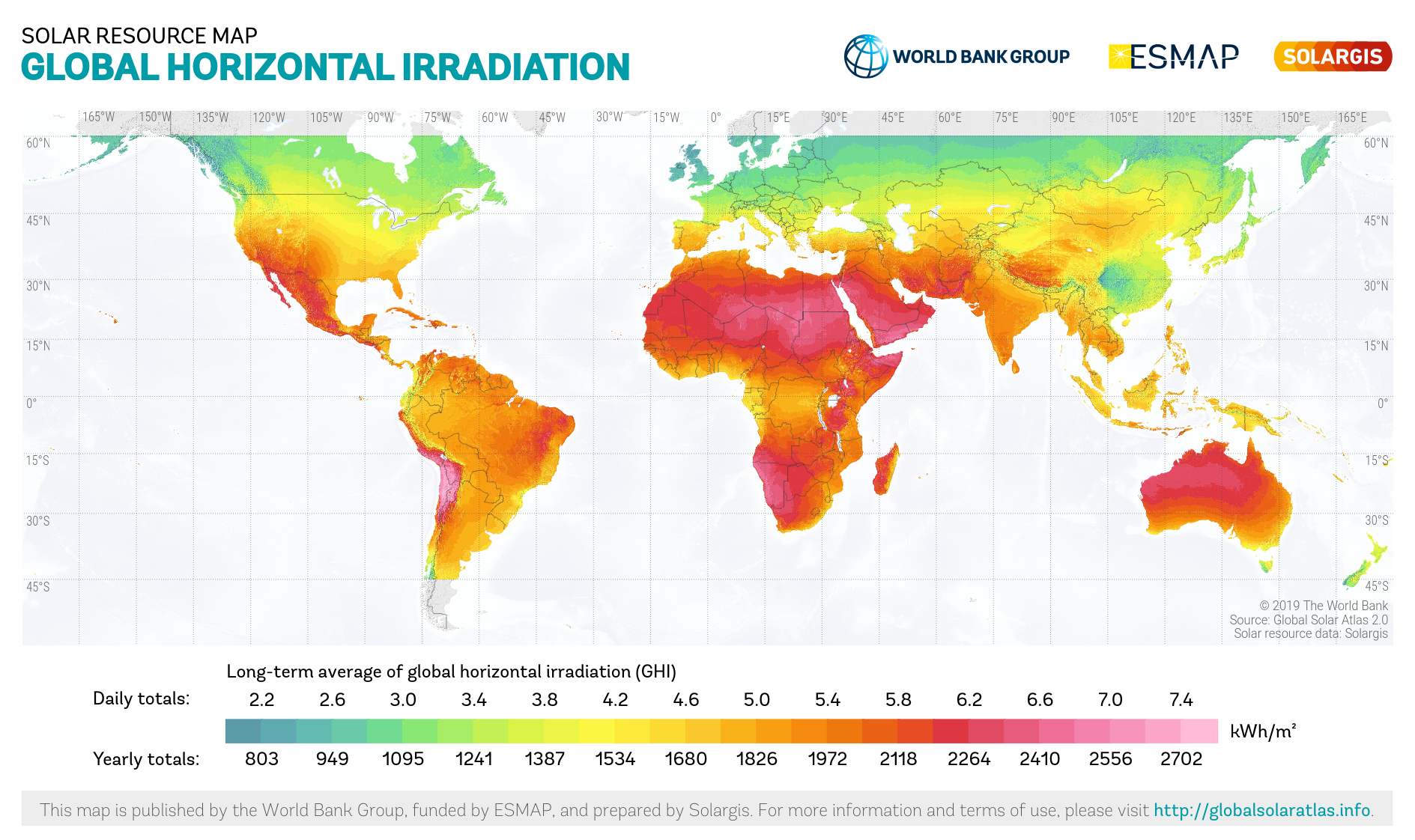
Recurso solar global

La insolación solar se compone de radiación directa, difusa y reflejada. El factor de absorción de una célula fotovoltaica se define como la fracción de la irradiación solar incidente que es absorbida por la célula. A mediodía en un día sin nubes en el ecuador, la potencia del sol es de aproximadamente 1 kW/m², en la superficie de la Tierra, en un plano perpendicular a los rayos solares. Por ello, las instalaciones fotovoltaicas pueden seguir al sol a lo largo del día para mejorar la captación de energía. Sin embargo, los dispositivos de seguimiento suponen un coste adicional y requieren mantenimiento, por lo que es más habitual que los conjuntos fotovoltaicos cuenten con soportes fijos que inclinan el conjunto y lo orientan hacia el mediodía solar (aproximadamente hacia el sur en el hemisferio norte o hacia el norte en el hemisferio sur). El ángulo de inclinación, a partir de la horizontal, puede variar en función de la estación, pero si es fijo, debe ajustarse para obtener una producción óptima del conjunto durante la parte de máxima demanda eléctrica de un año típico para un sistema autónomo. Este ángulo de inclinación óptimo del módulo no es necesariamente idéntico al ángulo de inclinación para la máxima producción anual de energía del conjunto. La optimización del sistema fotovoltaico para un entorno específico puede ser complicada, ya que hay que tener en cuenta cuestiones como el flujo solar, la suciedad y las pérdidas por nieve. Además, trabajos posteriores han demostrado que los efectos espectrales pueden desempeñar un papel en la selección óptima del material fotovoltaico. Por ejemplo, el albedo espectral puede desempeñar un papel importante en la producción dependiendo de la superficie que rodea al sistema fotovoltaico y del tipo de material de las células solares. Para el clima y las latitudes de Estados Unidos y Europa, la insolación típica oscila entre 4 kWh/m²/día en los climas septentrionales y 6,5 kWh/m²/día en las regiones más soleadas. Una instalación fotovoltaica en las latitudes septentrionales de Europa o Estados Unidos puede esperar producir 1 kWh/m²/día. Una instalación fotovoltaica típica de 1 kW en Australia o en las latitudes del sur de Europa o Estados Unidos puede producir entre 3,5 y 5 kWh al día, dependiendo de la ubicación, la orientación, la inclinación, la insolación y otros factores. En el desierto del Sáhara, con menos nubosidad y un mejor ángulo solar, se podrían obtener idealmente cerca de 8,3 kWh/m²/día, siempre que el viento, casi siempre presente, no haga caer arena sobre las unidades. La superficie del desierto del Sahara es de más de 9 millones de km². De ellos 90.600 km² (es decir, alrededor del 1%) podrían generar tanta electricidad como todas las centrales eléctricas del mundo juntas.

### Montaje

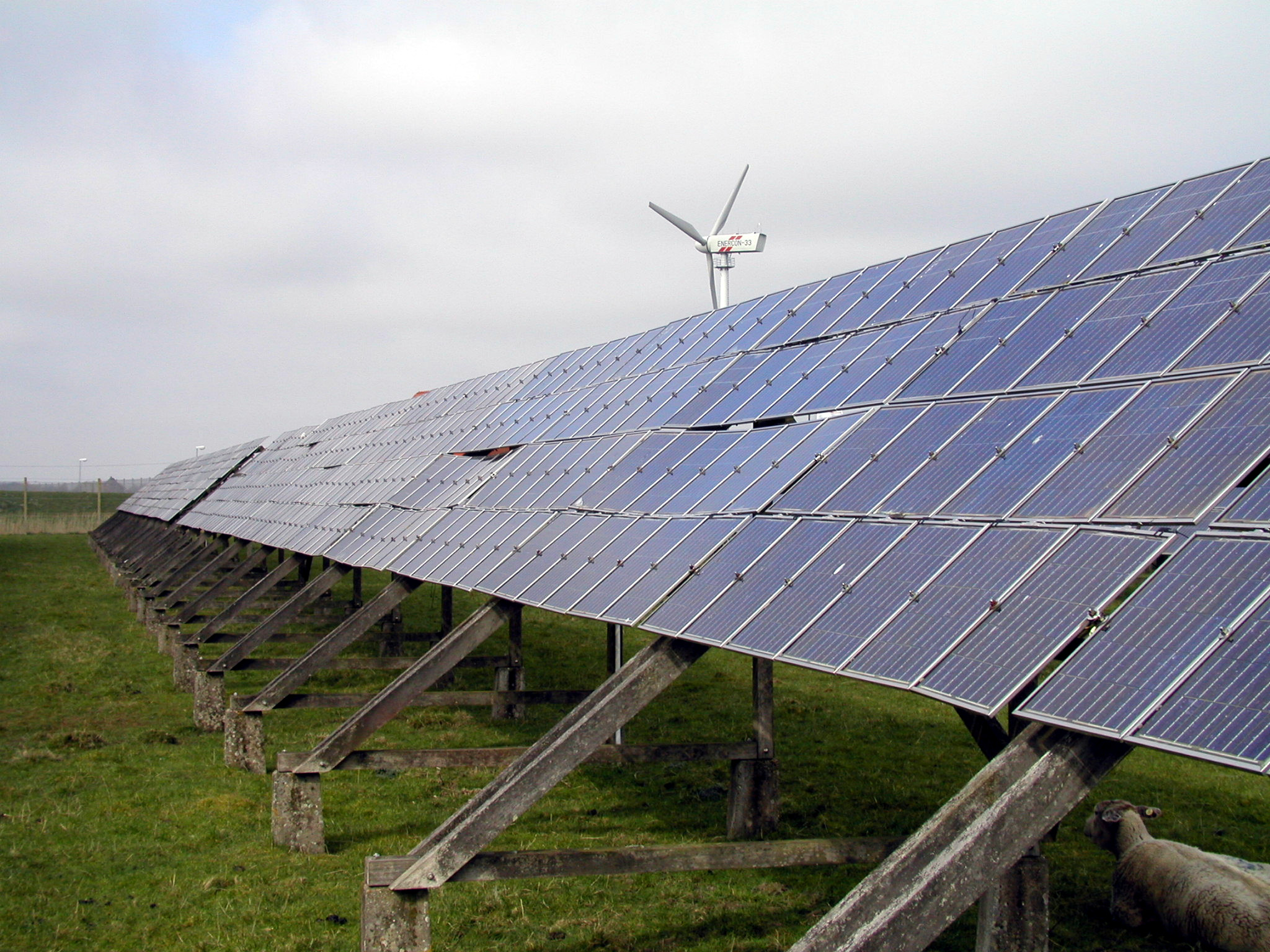
Un sistema fotovoltaico montado en el suelo de 23 años de antigüedad en una isla de Frisia del Norte (Alemania). La eficiencia de conversión de los módulos era sólo del 12%.

Los módulos se ensamblan en matrices sobre algún tipo de sistema de montaje, que puede clasificarse como montaje en el suelo, en el tejado o en un poste. En el caso de los parques solares, se monta un gran bastidor en el suelo y los módulos se montan en él. En el caso de los edificios, se han ideado muchos bastidores diferentes para los tejados inclinados. Para los tejados planos, se utilizan bastidores, contenedores y soluciones integradas en los edificios. Los bastidores de paneles solares montados sobre postes pueden ser fijos o móviles. Los soportes laterales de los postes son adecuados para situaciones en las que un poste tiene algo más montado en su parte superior, como una luminaria o una antena. El montaje en poste eleva lo que de otro modo sería un conjunto montado en el suelo por encima de las sombras de la maleza y el ganado, y puede satisfacer los requisitos del código eléctrico en cuanto a la inaccesibilidad del cableado expuesto. Los paneles montados en poste están abiertos a más aire de refrigeración en su parte inferior, lo que aumenta el rendimiento. Una multiplicidad de bastidores montados en postes puede formar una cochera de estacionamiento u otra estructura de sombra. Un bastidor que no siga el sol de izquierda a derecha puede permitir un ajuste estacional hacia arriba o hacia abajo.

### Cableado
Debido a su uso en exteriores, los cables solares están diseñados para ser resistentes a la radiación ultravioleta y las fluctuaciones de temperatura extremadamente altas y, por lo general, no se ven afectados por el clima. Las normas que especifican el uso de cableado eléctrico en sistemas fotovoltaicos incluyen la IEC 60364 de la Comisión Electrotécnica Internacional, en la sección 712 "Sistemas de suministro de energía solar fotovoltaica (FV)", la norma británica BS 7671, que incorpora regulaciones relacionadas con sistemas de microgeneración y fotovoltaicos, y la norma estadounidense UL4703, en el tema 4703 "Cable fotovoltaico".

### Rastreador

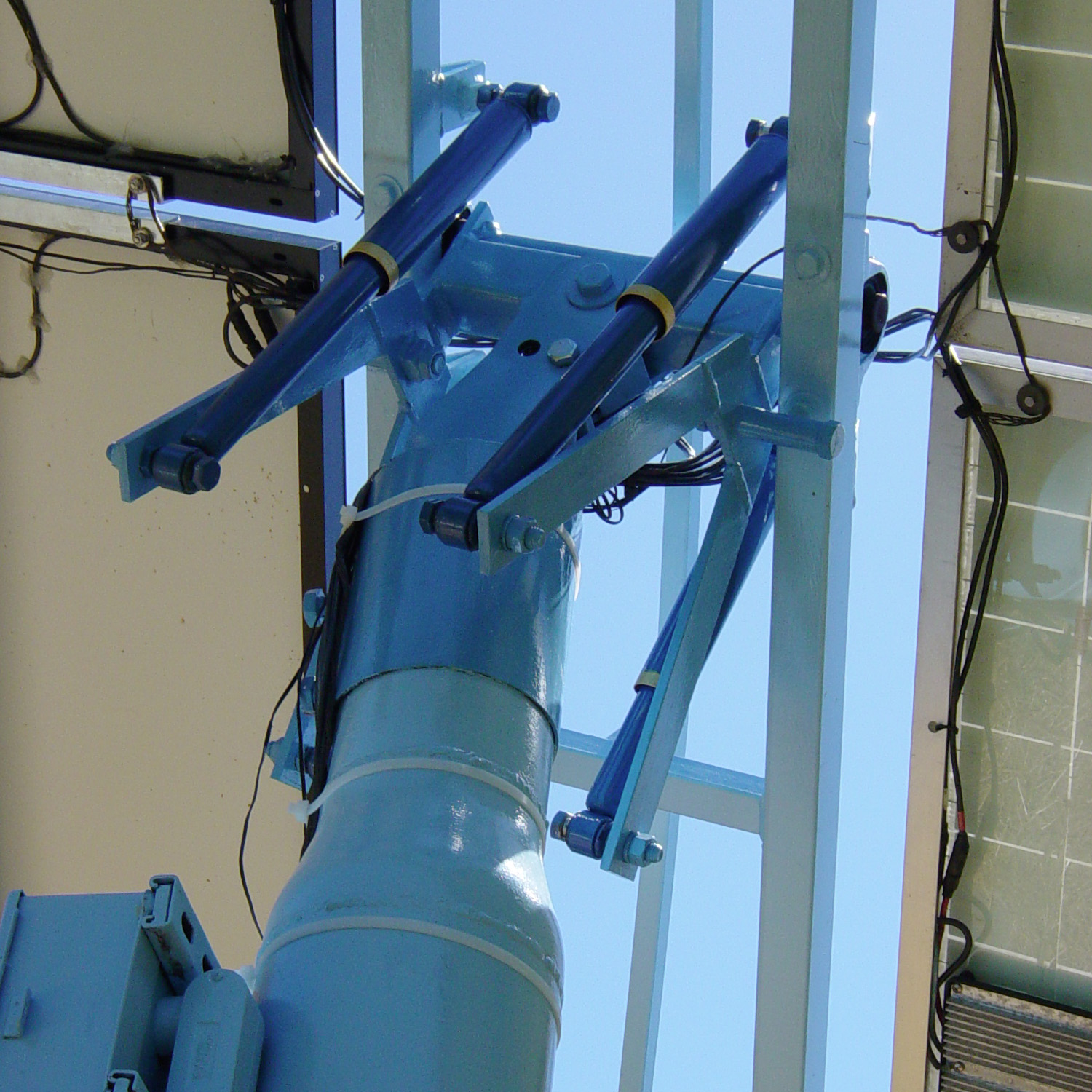
Un modelo de 1998 de un seguidor solar pasivo, visto desde abajo.

Un sistema de seguimiento solar inclina un panel solar a lo largo del día. Dependiendo del tipo de sistema de seguimiento, el panel se orienta directamente al sol o a la zona más brillante de un cielo parcialmente nublado. Los seguidores mejoran en gran medida el rendimiento a primera hora de la mañana y a última de la tarde, aumentando la cantidad total de energía producida por un sistema en un 20-25% para un seguidor de un eje y en un 30% o más para un seguidor de dos ejes, dependiendo de la latitud. Los seguidores son eficaces en las regiones que reciben una gran parte de la luz solar directamente. Con luz difusa (es decir, bajo nubes o niebla), el seguimiento tiene poco o ningún valor. Dado que la mayoría de los sistemas fotovoltaicos concentrados son muy sensibles al ángulo de la luz solar, los sistemas de seguimiento les permiten producir energía útil durante más de un breve periodo al día. Los sistemas de seguimiento mejoran el rendimiento por dos razones principales. En primer lugar, cuando un panel solar está perpendicular a la luz solar, recibe más luz en su superficie que si estuviera inclinado. En segundo lugar, la luz directa se aprovecha con más eficacia que la angulada. Los revestimientos antirreflectantes especiales pueden mejorar la eficiencia del panel solar para la luz directa y angular, reduciendo en cierta medida el beneficio del seguimiento.
Los rastreadores y sensores para optimizar el rendimiento a menudo se consideran opcionales, pero pueden aumentar la producción viable hasta en un 45%. Las matrices que se acercan o superan un megavatio a menudo utilizan seguidores solares. Teniendo en cuenta las nubes, y el hecho de que la mayor parte del mundo no está en el ecuador, y que el sol se pone por la noche, la medida correcta de energía solar es la insolación, la cantidad promedio de kilovatios-hora por metro cuadrado por día. Para el clima y las latitudes de los Estados Unidos y Europa, la insolación típica varía de 2.26 kWh/m2/día en climas del norte a 5,61 kWh/m2/día en las regiones más soleadas.
En el caso de los sistemas grandes, la energía ganada por el uso de sistemas de seguimiento puede compensar la complejidad añadida. Para sistemas muy grandes, el mantenimiento añadido del seguimiento es un detrimento sustancial. El seguimiento no es necesario para los sistemas fotovoltaicos planos y de baja concentración. Para los sistemas fotovoltaicos de alta concentración, el seguimiento de doble eje es una necesidad. La evolución de los precios influye en el equilibrio entre añadir más paneles solares fijos y tener menos paneles con seguimiento.
A medida que los precios, la confiabilidad y el rendimiento de los seguidores de un solo eje han mejorado, los sistemas se han instalado en un porcentaje cada vez mayor de proyectos a escala de servicios públicos. Según datos de WoodMackenzie / GTM Research, los envíos globales de seguidores solares alcanzaron un récord de 14,5 gigavatios en 2017. Esto representa un crecimiento del 32 por ciento año tras año, con un crecimiento similar o mayor proyectado a medida que se acelera el despliegue solar a gran escala.

### Inversor

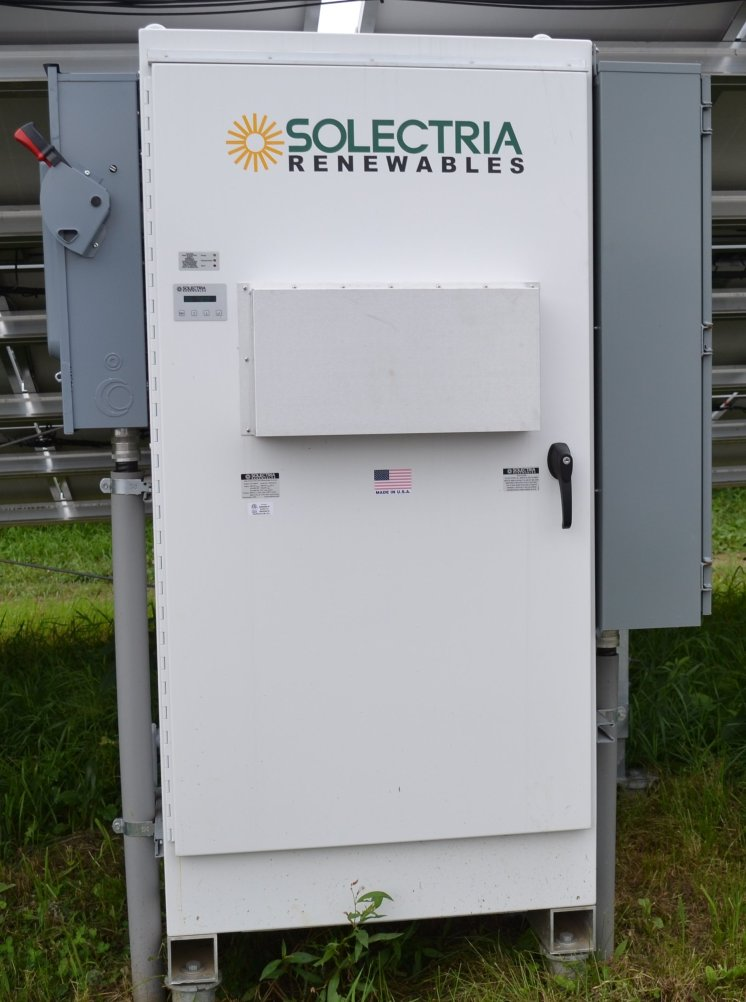
Inversor central con desconexiones de AC y DC (en el lateral), pasarela de monitoreo, aislamiento del transformador y LCD interactivo.

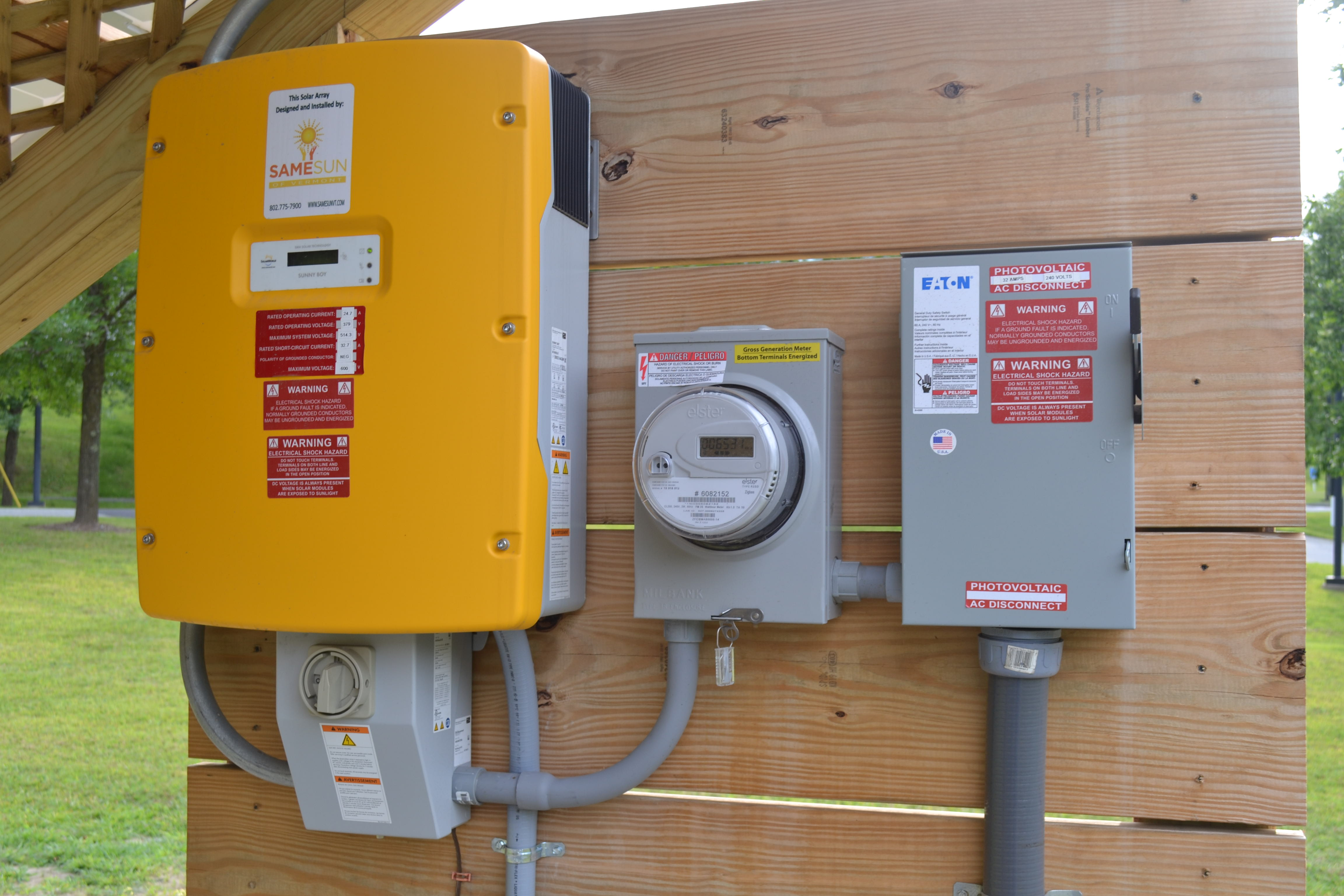
Inversor de cadena (izquierda), contador de generación y desconexión de CA (derecha). Una moderna instalación de 2013 en Vermont, Estados Unidos.

Los sistemas diseñados para suministrar corriente alterna (CA), como las aplicaciones conectadas a la red, necesitan un inversor para convertir la corriente continua (CC) de los módulos solares en CA. Los inversores conectados a la red deben suministrar electricidad de CA en forma sinusoidal, sincronizada con la frecuencia de la red, limitar el voltaje de alimentación a no más alto que el voltaje de la red y desconectarse de la red si el voltaje de la red está apagado. Los inversores en isla solo necesitan producir tensiones y frecuencias reguladas en forma de onda sinusoidal, ya que no se requiere sincronización o coordinación con los suministros de la red.
Un inversor solar puede conectarse a una cadena de paneles solares. En algunas instalaciones se conecta un microinversor solar a cada panel solar. Por razones de seguridad, se dispone de un disyuntor tanto en el lado de CA como en el de CC para permitir el mantenimiento. La salida de CA puede conectarse a la red pública a través de un contador de electricidad. El número de módulos en el sistema determina el total de vatios de CC que puede generar el conjunto solar; sin embargo, el inversor gobierna en última instancia la cantidad de vatios de CA que pueden distribuirse para el consumo. Por ejemplo, un sistema fotovoltaico compuesto por 11 kilovatios de CC (kWCC) de módulos fotovoltaicos, emparejados con un inversor de 10 kilovatios de CA (kWCA), estará limitado a la potencia del inversor de 10 kW. En 2019, la eficiencia de conversión de los convertidores de última generación alcanzó más del 98%. Mientras que los inversores de cadena se utilizan en sistemas fotovoltaicos residenciales y comerciales de tamaño medio, los inversores centrales cubren el mercado comercial y de gran escala. La cuota de mercado de los inversores centrales y de cadena es de aproximadamente el 44% y el 52%, respectivamente, y menos del 1% para los microinversores.
El seguimiento del punto de máxima potencia (MPPT) es una técnica que utilizan los inversores conectados a la red para obtener la máxima potencia posible de la matriz fotovoltaica. Para hacerlo, el sistema MPPT del inversor muestrea digitalmente la salida de potencia siempre cambiante del panel solar y aplica la resistencia adecuada para encontrar el punto de máxima potencia óptimo.
El antiisla es un mecanismo de protección para apagar inmediatamente el inversor, impidiendo que genere energía de CA cuando la conexión a la carga ya no existe. Esto ocurre, por ejemplo, en el caso de un apagón. Sin esta protección, la línea de suministro se convertiría en una "isla" con energía rodeada por un "mar" de líneas sin energía, ya que el conjunto solar sigue suministrando energía de CC durante el apagón. El aislamiento es un peligro para los trabajadores de la compañía eléctrica, que pueden no darse cuenta de que un circuito de CA sigue recibiendo energía, y puede impedir la reconexión automática de los dispositivos. La función antiisla no es necesaria para los sistemas completos sin red.
| Tipo | Energía                      | Eficiencia (a) | Cuota de mercado (b) | Observaciones                                                                                  |
| --- | ---------------------------- | -------------- | -------------------- | ---------------------------------------------------------------------------------------------- |
| Inversor de cadena | hasta 150 kWp (c)            | 98%            | 61,6%                | Coste (b) 0,05-0,17 € por vatio-pico. Fácil de reemplazar.                                     |
| Inversor central | por encima de 80 kW p        | 98,5%          | 36,7%                | 0,04 € por vatio-pico. Alta fiabilidad. A menudo se vende junto con un contrato de servicio.   |
| Microinversor | rango de potencia del módulo | 90% –97%       | 1,7%                 | 0,29 € por vatio-pico. Preocupaciones por la facilidad de reemplazo.                           |
| Convertidor DC / DC (Optimizador de energía ) | rango de potencia del módulo | 99,5%          | 5,1%                 | 0,08 € por vatio-pico. Preocupaciones por la facilidad de reemplazo. Aún se necesita inversor. |
| Fuente: datos de IHS Markit 2020, comentarios de Fraunhofer ISE 2020, de: Photovoltaics Report 2020, p. 39, PDF Notas: (a) se muestran las mejores eficiencias, (b) se estiman la participación de mercado y el costo por vatio, (c) kW p = kilovatio-pico, (d) La participación de mercado total es superior al 100% porque los convertidores CC / CC son requiere ser emparejado con inversores de cadena |                              |                |                      |                                                                                                |

### Batería
Aunque siguen siendo costosos, los sistemas fotovoltaicos utilizan cada vez más baterías recargables para almacenar un excedente que luego se utilizará por la noche. Las baterías utilizadas para el almacenamiento en la red también estabilizan la red eléctrica al nivelar las cargas máximas y desempeñan un papel importante en una red inteligente, ya que pueden cargarse durante períodos de baja demanda y alimentar su energía almacenada a la red cuando la demanda es alta.
Las tecnologías de baterías más utilizadas en los sistemas fotovoltaicos actuales son la batería de plomo-ácido regulada por válvula - una versión modificada de la batería de plomo - ácido convencional -, las baterías de níquel-cadmio y las de iones de litio. En comparación con los otros tipos, las baterías de plomo-ácido tienen una vida útil más corta y una menor densidad energética. Sin embargo, debido a su alta fiabilidad, su baja autodescarga y sus bajos costes de inversión y mantenimiento, son actualmente la tecnología predominante en los sistemas fotovoltaicos residenciales de pequeña escala, ya que las baterías de iones de litio están todavía en fase de desarrollo y son unas 3,5 veces más caras que las de plomo. Además, como los dispositivos de almacenamiento de los sistemas fotovoltaicos son estacionarios, la menor densidad de energía y potencia y, por tanto, el mayor peso de las baterías de plomo-ácido no son tan críticos como, por ejemplo, en el transporte eléctrico:4,9 Otras baterías recargables consideradas para los sistemas fotovoltaicos distribuidos son las de sodio-azufre y las de vanadio-redox, dos tipos destacados de batería de sales fundidas y de flujo, respectivamente:4 En 2015, Tesla Motors lanzó la Powerwall, una batería recargable de iones de litio con el objetivo de revolucionar el consumo energético.
Los sistemas fotovoltaicos con una solución de batería integrada también necesitan un controlador de carga, ya que el voltaje y la corriente variables del panel solar requieren un ajuste constante para evitar daños por sobrecarga. Los controladores de carga básicos pueden simplemente encender y apagar los paneles fotovoltaicos, o pueden medir pulsos de energía según sea necesario, una estrategia llamada PWM o modulación por ancho de pulso . Los controladores de carga más avanzados incorporarán la lógica MPPT en sus algoritmos de carga de la batería. Los controladores de carga también pueden desviar energía para algún otro propósito que no sea la carga de la batería. En lugar de simplemente apagar la energía fotovoltaica gratuita cuando no se necesita, un usuario puede optar por calentar aire o agua una vez que la batería esté llena.

### Control y medición
El contador debe ser capaz de acumular unidades de energía en ambas direcciones, o se deben utilizar dos contadores. Muchos contadores acumulan bidireccionalmente, algunos sistemas utilizan dos contadores, pero un contador unidireccional (con retén) no acumulará la energía de cualquier alimentación resultante a la red. En algunos países, para las instalaciones de más de 30 kWp se requiere un monitor de frecuencia y de tensión con desconexión de todas las fases. Esto se hace cuando se genera más energía solar de la que puede acomodar la compañía eléctrica, y el exceso no puede exportarse ni almacenarse. Históricamente, los operadores de la red han tenido que proporcionar líneas de transmisión y capacidad de generación. Ahora tienen que proporcionar también almacenamiento. Normalmente se trata de almacenamiento hidráulico, pero también se utilizan otros medios de almacenamiento. Al principio, el almacenamiento se utilizaba para que los generadores de carga base pudieran funcionar a pleno rendimiento. Con la energía renovable variable, el almacenamiento es necesario para permitir la generación de energía siempre que esté disponible, y el consumo siempre que sea necesario.

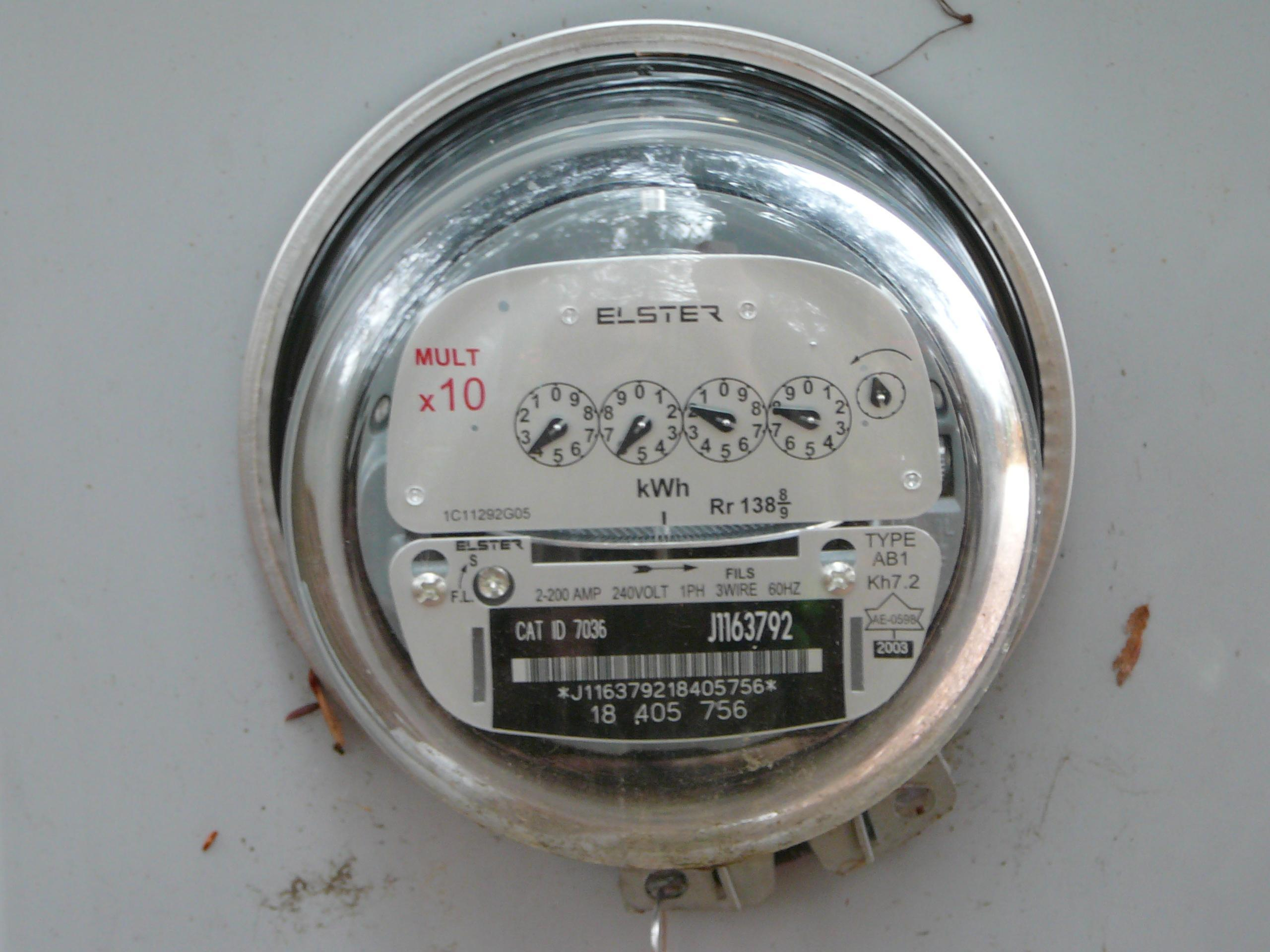
Un contador de electricidad canadiense

Las dos variables que tiene un operador de red son almacenar electricidad para cuando se necesita o transmitirla a donde se necesita. Si ambos fallan, las instalaciones de más de 30 kWp pueden apagarse automáticamente, aunque en la práctica todos los inversores mantienen la regulación de voltaje y dejan de suministrar energía si la carga es inadecuada. Los operadores de redes tienen la opción de reducir el exceso de generación de sistemas grandes, aunque esto se hace más comúnmente con energía eólica que con energía solar, y da como resultado una pérdida sustancial de ingresos. Los inversores trifásicos tienen la opción única de suministrar energía reactiva, lo que puede resultar ventajoso para satisfacer los requisitos de carga.
Las instalaciones fotovoltaicas necesitan ser monitorizadas para detectar averías y optimizar su funcionamiento. Existen varias estrategias de monitorización fotovoltaica en función del rendimiento de la instalación y de su naturaleza. La monitorización puede realizarse in situ o a distancia. Puede medir sólo la producción, recuperar todos los datos del inversor o recuperar todos los datos de los equipos de comunicación (sondas, contadores, etc.). Las herramientas de supervisión pueden dedicarse sólo a la supervisión u ofrecer funciones adicionales. Los inversores individuales y los controladores de carga de baterías pueden incluir la supervisión mediante protocolos y software específicos del fabricante. La medición de energía de un inversor puede tener una precisión limitada y no ser adecuada para fines de medición de ingresos. Un sistema de adquisición de datos de terceros puede supervisar varios inversores, utilizando los protocolos del fabricante del inversor, y también adquirir información relacionada con las condiciones meteorológicas. Los contadores inteligentes independientes pueden medir la producción total de energía de una instalación fotovoltaica. Se pueden utilizar medidas independientes, como el análisis de imágenes por satélite o un medidor de radiación solar (un piranómetro), para estimar la insolación total a efectos de comparación. Los datos recogidos por un sistema de monitorización pueden visualizarse a distancia a través de la World Wide Web, como OSOTF.

### Dimensionamiento del sistema fotovoltaico
Conociendo el consumo energético anual en Kwh {\displaystyle E_{d}} de una institución o una familia, por ejemplo de 2300Kwh, legible en su factura eléctrica, es posible calcular el número de paneles fotovoltaicos necesarios para satisfacer sus necesidades energéticas. Al conectarse al sitio https://re.jrc.ec.europa.eu/pvg_tools/es/ , después de seleccionar la ubicación en la que instalar los paneles o hacer clic en el mapa o escribir el nombre de la ubicación, debe seleccionar "FV en red" y "Mostrar resultados" obteniendo la siguiente tabla por ejemplo referente a la ciudad de Palermo:
```
 Datos proporcionados:;
 Ubicación [Lat/Lon]:;38.111,13.352
 Horizonte:;Calculado
 Base de datos:;PVGIS-SARAH2
 Tecnología fotovoltaica: silicio cristalino
 FV instalada [kWp]:;1
 Sistema perdido [%]:;14
 Resultados de la simulación:;
 Ángulo de inclinación [°]:;35
 Ángulo de acimut [°]:;0
 Producción anual fotovoltaica [kWh]:;1519,1
 Irradiación anual [kWh/m²]:;1944.62
 Variación interanual [kWh]:;47,61
 Cambios en la producción debido a:;
 Ángulo de incidencia [%]:;-2,68
 Efectos espectrales [%]:;0.88
 Temperatura e irradiancia de la bahía [%]:;-7.48
 Pérdidas totales [%]:;-21,88
 Coste electricidad PV [por kWh]:;
```

Usando el programa wxMaxima, el número de paneles necesarios para un consumo anual de 2300 kWh y para una tecnología de silicio cristalino con un ángulo de inclinación de 35°, un ángulo de orientación de 0° y total pérdidas iguales a 21.88 % es 6 redondeado:
```
E_d
:
 
2300
;

E_s
:
 
1519.1
;

PAG
:
 
300
;

N
ú
mero_paneles
:
 
1000
 
*
 
E_d
 
/
 
(
P
 
*
 
E_s
);

5.046847914335243

```

De media, cada familia consigue consumir un 30% de energía directamente de la fotovoltaica. El sistema de almacenamiento puede llevar su autoconsumo a un máximo del 70%, por lo tanto la capacidad de almacenamiento de la batería que debe ser en el caso concreto es: 4,41 kWh que redondeado es 4,8 kWh
```
Capacidad
 
de
 
la
 
bater
í
a
:
 
0
,
70
 
*
 
E_d
/
365
;

4.410958904109589

```

Si el precio de la energía es de 0,5 €/Kwh, el coste de la energía sin impuestos será de 1150 € al año:
```
Coste_energ
í
a
:
 
E_d
 
*
 
0
,
5
;

1150.0

```

Así si un panel de 300W cuesta 200€, la batería de 4.8Kwh cuesta 3000€, el inversor para convertir la corriente continua en alterna 1000€, el regulador de carga 100€, la instalación cuesta 1000€ el coste total será de 6300€:
```
Costo_total
:
 
(
200
 
*
 
6
 
+
 
3000
 
+
 
1000
 
+
 
100
 
+
 
1000
);

6300

```

que se amortizan en 5,46 años:
```
A
ñ
os
 
:
 
Coste_total
 
/
 
Coste_energ
í
a
 
;

5.46
...

```

teniendo la batería una vida de 10 años y los paneles 25-30 años

## Otros sistemas
Esta sección incluye sistemas que son altamente especializados y poco comunes o que aún son una nueva tecnología emergente con importancia limitada. Sin embargo, los sistemas autónomos o fuera de la red ocupan un lugar especial. Eran el tipo de sistema más común durante las décadas de 1980 y 1990, cuando la tecnología fotovoltaica todavía era muy cara y era un nicho de mercado puro de aplicaciones a pequeña escala. Solo en lugares donde no había red eléctrica disponible, eran económicamente viables. Aunque todavía se están implementando nuevos sistemas autónomos en todo el mundo, su contribución a la capacidad fotovoltaica total instalada está disminuyendo. En Europa, los sistemas fuera de la red representan el 1 por ciento de la capacidad instalada. En los Estados Unidos, representan alrededor del 10 por ciento. Los sistemas fuera de la red todavía son comunes en Australia y Corea del Sur, y en muchos países en desarrollo. : 14 

### CPV

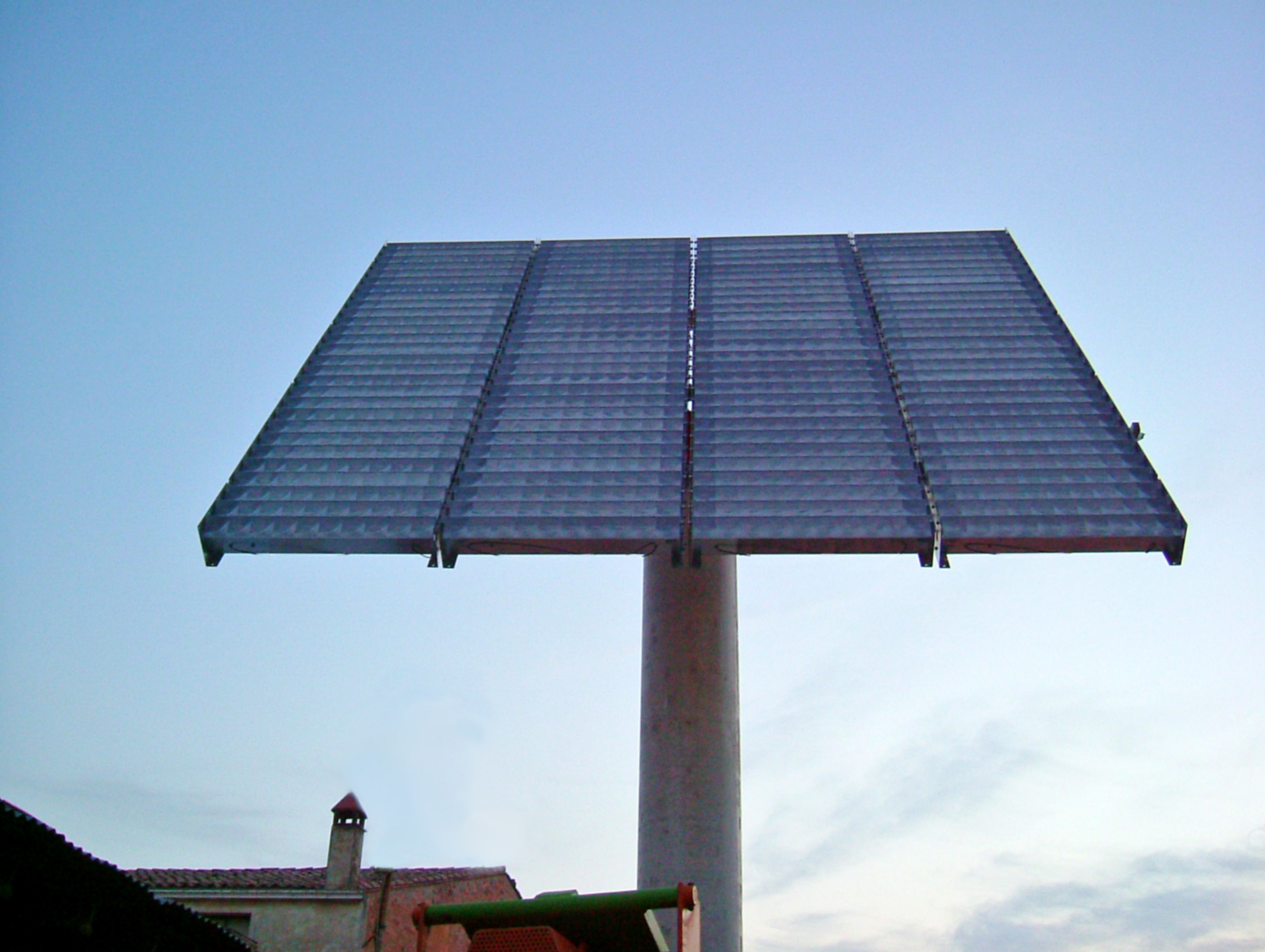
Concentrador fotovoltaico (CPV) en Cataluña, España

Los sistemas fotovoltaicos de concentración (CPV) y fotovoltaicos de alta concentración (HCPV) utilizan lentes ópticas o espejos curvos para concentrar la luz solar en células solares pequeñas pero altamente eficientes. Además de la óptica de concentración, los sistemas CPV a veces utilizan seguidores solares y sistemas de refrigeración y son más caros.
Especialmente los sistemas HCPV se adaptan mejor a ubicaciones con alta irradiancia solar, concentrando la luz solar hasta 400 veces o más, con eficiencias del 24 al 28 por ciento, superiores a las de los sistemas regulares. Hay varios diseños de sistemas disponibles en el mercado, pero no son muy comunes. Sin embargo, se está investigando y desarrollando. : 26 
La CPV se confunde a menudo con la CSP (energía solar concentrada) que no utiliza la fotovoltaica. Ambas tecnologías favorecen los lugares que reciben mucha luz solar y compiten directamente entre sí.

### Híbrido

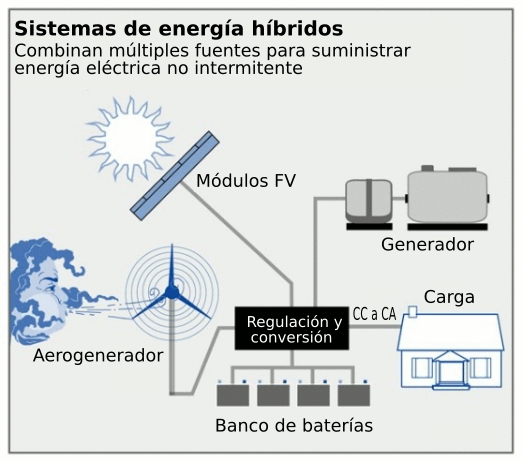
Un sistema híbrido eólico-solar fotovoltaico

Un sistema híbrido combina la energía fotovoltaica con otras formas de generación, generalmente un generador diésel. También se utiliza biogás. La otra forma de generación puede ser un tipo capaz de modular la producción de energía en función de la demanda. Sin embargo, puede utilizarse más de una forma de energía renovable, por ejemplo, la eólica. La generación de energía fotovoltaica sirve para reducir el consumo de combustible no renovable. Los sistemas híbridos se encuentran con mayor frecuencia en islas. La isla de Pellworm en Alemania y la isla de Kythnos en Grecia son ejemplos notables (ambas se combinan con el viento). La planta de Kythnos ha reducido el consumo de diésel en un 11,2%.
En 2015, un estudio de casos realizado en siete países concluyó que en todos los casos los costes de generación pueden reducirse mediante la hibridación de minirredes y redes aisladas. Sin embargo, los costes de financiación de estos híbridos son cruciales y dependen en gran medida de la estructura de propiedad de la central eléctrica. Mientras que la reducción de costes para las empresas públicas puede ser significativa, el estudio también identificó que los beneficios económicos son insignificantes o incluso negativos para las empresas no públicas, como los productores independientes de energía.
También se han realizado trabajos que demuestran que el límite de penetración de la energía fotovoltaica puede aumentarse mediante el despliegue de una red distribuida de sistemas híbridos fotovoltaicos + CHP en EE. UU. Se analizó la distribución temporal del flujo solar y las necesidades eléctricas y de calefacción de residencias unifamiliares representativas de EE. UU. y los resultados muestran claramente que la hibridación de la CHP con la energía fotovoltaica puede permitir el despliegue adicional de la energía fotovoltaica por encima de lo que es posible con un sistema convencional de generación eléctrica centralizada. Esta teoría se reconfirmó con simulaciones numéricas que utilizaban datos de flujo solar por segundo para determinar que la reserva de baterías necesaria para proporcionar un sistema híbrido de este tipo es posible con sistemas de baterías relativamente pequeños y baratos. Además, es posible instalar grandes sistemas fotovoltaicos y de cogeneración en edificios institucionales, lo que a su vez proporciona respaldo a la energía fotovoltaica intermitente y reduce el tiempo de funcionamiento de la cogeneración.
- El sistema PVT (PV/T híbrido), también conocido como colectores solares híbridos térmicos fotovoltaicos, convierte la radiación solar en energía térmica y eléctrica. Dicho sistema combina un módulo solar (FV) con un colector solar térmico de forma complementaria.
- Sistema CPVT. Un sistema híbrido térmico fotovoltaico concentrado (CPVT) es similar a un sistema PVT. Utiliza energía fotovoltaica concentrada (CPV) en lugar de tecnología fotovoltaica convencional y la combina con un colector solar térmico.
- Sistema CPV/CSP. Se ha propuesto un novedoso sistema híbrido solar CPV/CSP, que combina el concentrador fotovoltaico con la tecnología no fotovoltaica de energía solar concentrada (CSP), o también conocida como termosolar concentrada.[88]
- Sistema fotovoltaico diesel. Combina un sistema fotovoltaico con un generador diésel.[89] Las combinaciones con otras energías renovables son posibles e incluyen turbinas eólicas.[90]

### Paneles solares flotantes
Los conjuntos solares flotantes son sistemas fotovoltaicos que flotan en la superficie de depósitos de agua potable, lagos de canteras, canales de riego o balsas de saneamiento y de residuos. Estos sistemas se denominan "flotantes" cuando se utilizan únicamente para la producción eléctrica o "acuavoltaicos" cuando se utilizan para mejorar sinérgicamente la acuicultura Existe un pequeño número de estos sistemas en Francia, India, Japón, Corea del Sur, Reino Unido, Singapur y Estados Unidos.
Se dice que los sistemas tienen ventajas sobre los fotovoltaicos en tierra. El coste del terreno es más caro y hay menos normas y regulaciones para las estructuras construidas en masas de agua no utilizadas para el ocio. A diferencia de la mayoría de las plantas solares en tierra, los conjuntos flotantes pueden ser discretos porque están ocultos a la vista del público. Consiguen una mayor eficiencia que los paneles fotovoltaicos en tierra, porque el agua enfría los paneles. Los paneles tienen un revestimiento especial para evitar el óxido o la corrosión.
En mayo de 2008, la bodega Far Niente de Oakville (California) fue pionera en la instalación del primer sistema fotovoltaico flotante del mundo al instalar 994 módulos solares fotovoltaicos con una capacidad total de 477 kW en 130 pontones y hacerlos flotar en el estanque de riego de la bodega. La principal ventaja de este sistema es que evita la necesidad de sacrificar una valiosa superficie de terreno que podría utilizarse para otro fin. En el caso de la bodega Far Niente, se ahorraron 0,75 acres (0,30 ha) que habrían sido necesarios para un sistema en tierra. Otra de las ventajas de un sistema fotovoltaico flotante es que los paneles se mantienen a una temperatura más fría que en tierra, lo que permite una mayor eficiencia en la conversión de la energía solar. El sistema fotovoltaico flotante también reduce la cantidad de agua que se pierde por evaporación e inhibe el crecimiento de las algas.
Se empiezan a construir parques fotovoltaicos flotantes a escala comercial. La multinacional de electrónica y cerámica Kyocera construirá el mayor del mundo, un parque de 13,4 MW en el embalse de la presa de Yamakura, en la prefectura de Chiba. utilizando 50.000 paneles solares. Las granjas flotantes resistentes al agua salada también se están considerando para uso oceánico, con experimentos en Tailandia. El mayor proyecto de energía flotante anunciado hasta ahora es una central eléctrica de 350 MW en la región amazónica de Brasil.

### Red de corriente continua
Las redes de CC se encuentran en el transporte eléctrico: tranvías y trolebuses. Se han construido algunas plantas piloto para tales aplicaciones, como los depósitos de tranvías en Hannover Leinhausen, utilizando contribuyentes fotovoltaicos y Ginebra (Bachet de Pesay). La planta de Ginebra, de 150 kWp, alimenta directamente la red eléctrica de tranvías y trolebuses con 600 V de corriente continua, mientras que antes proporcionaba alrededor del 15% de la electricidad en su inauguración en 1999.

### Sistema autónomo
Un sistema autónomo o aislado no está conectado a la red eléctrica. Los sistemas autónomos varían ampliamente en tamaño y aplicación, desde relojes de pulsera o calculadoras hasta edificios remotos o naves espaciales . Si la carga debe alimentarse independientemente de la insolación solar, la energía generada se almacena y se amortigua con una batería. En aplicaciones no portátiles donde el peso no es un problema, como en edificios, las baterías de plomo-ácido se utilizan con mayor frecuencia por su bajo costo y tolerancia al abuso.
Se puede incorporar un controlador de carga en el sistema para evitar daños a la batería debido a una carga o descarga excesiva. También puede ayudar a optimizar la producción de la matriz solar utilizando una técnica de seguimiento del punto de máxima potencia ( MPPT ). Sin embargo, en sistemas fotovoltaicos simples donde el voltaje del módulo fotovoltaico coincide con el voltaje de la batería, el uso de componentes electrónicos MPPT generalmente se considera innecesario, ya que el voltaje de la batería es lo suficientemente estable como para proporcionar una recolección de energía casi máxima del módulo fotovoltaico. En dispositivos pequeños (por ejemplo, calculadoras, parquímetros) solo se consume corriente continua (CC). En sistemas más grandes (por ejemplo, edificios, bombas de agua remotas) generalmente se requiere aire acondicionado. Para convertir la CC de los módulos o baterías en CA, se utiliza un inversor.
En entornos agrícolas, la matriz se puede utilizar para alimentar directamente bombas de CC, sin la necesidad de un inversor. En entornos remotos como áreas montañosas, islas u otros lugares donde no hay una red eléctrica disponible, los paneles solares se pueden usar como la única fuente de electricidad, generalmente cargando una batería de almacenamiento. Los sistemas autónomos se relacionan estrechamente con la microgeneración y la generación distribuida .
- Sistemas fotovoltaicos pico

Los sistemas fotovoltaicos más pequeños, a menudo portátiles, se denominan sistemas fotovoltaicos pico solares. Suelen combinar una batería recargable y un regulador de carga con un panel fotovoltaico muy pequeño. La capacidad nominal del panel es de unos pocos vatios-pico (1-10 Wp) y su superficie es inferior a 0,1 metros cuadrados. Se pueden alimentar con energía solar una gran variedad de aplicaciones, como reproductores de música, ventiladores, lámparas portátiles, luces de seguridad, kits de iluminación solar, linternas solares y farolas (véase más abajo), cargadores de teléfonos, radios o incluso pequeños televisores LCD de siete pulgadas, que funcionan con menos de diez vatios. Al igual que en el caso de la generación de energía a partir de la picohidroeléctrica, los sistemas picofísicos son útiles en comunidades rurales pequeñas que sólo necesitan una pequeña cantidad de electricidad. Dado que la eficiencia de muchos aparatos ha mejorado considerablemente, en particular debido al uso de luces LED y baterías recargables eficientes, la pico solar se ha convertido en una alternativa asequible, especialmente en el mundo en desarrollo. El prefijo métrico pico- significa una trillonésima para indicar la pequeñez de la energía eléctrica del sistema.
- Farolas solares

Las farolas solares son fuentes de luz que se alimentan de paneles fotovoltaicos montados generalmente en la estructura de iluminación. El conjunto solar de este sistema fotovoltaico fuera de la red carga una batería recargable, que alimenta una lámpara fluorescente o LED durante la noche. Las farolas solares son sistemas de alimentación autónomos y tienen la ventaja de ahorrar en costes de excavación y mantenimiento, así como en la factura eléctrica, a pesar de su mayor coste inicial en comparación con el alumbrado público convencional. Están diseñadas con baterías suficientemente grandes para garantizar su funcionamiento durante al menos una semana e incluso en la peor situación, se espera que se atenúen sólo ligeramente.
- Telecomunicación y señalización

La energía solar fotovoltaica es ideal para aplicaciones de telecomunicaciones, como centrales telefónicas locales, radiodifusión de radio y televisión, microondas y otras formas de enlaces de comunicación electrónica. En la mayoría de las aplicaciones de telecomunicaciones, las baterías de almacenamiento ya están en uso y el sistema eléctrico es básicamente CC. En terrenos montañosos, es posible que las señales de radio y televisión no lleguen ya que se bloquean o se reflejan debido al terreno ondulado. En estos lugares, se instalan transmisores de baja potencia para recibir y retransmitir la señal para la población local.
- Vehículos solares

Los vehículos solares, ya sean terrestres, acuáticos, aéreos o espaciales, pueden obtener del sol parte o la totalidad de la energía necesaria para su funcionamiento. Los vehículos de superficie generalmente requieren niveles de energía más altos que los que pueden sostener una matriz solar de tamaño práctico, por lo que una batería ayuda a satisfacer la demanda máxima de energía y la matriz solar la recarga. Los vehículos espaciales han utilizado con éxito sistemas solares fotovoltaicos durante años de funcionamiento, eliminando el peso del combustible o las baterías primarias.
- Bombas solares

Una de las aplicaciones solares más rentables es una bomba que funciona con energía solar, ya que es mucho más barato comprar un panel solar que instalar líneas eléctricas A menudo satisfacen una necesidad de agua más allá del alcance de las líneas eléctricas, ocupando el lugar de un molino de viento o una bomba eólica. Una aplicación común es el llenado de los depósitos de agua para el ganado, para que éste pueda beber. Otra es el rellenado de los depósitos de agua potable de las casas remotas o autosuficientes.
- Astronaves

Los paneles solares en las naves espaciales han sido una de las primeras aplicaciones de la energía fotovoltaica desde el lanzamiento del Vanguard 1 en 1958, el primer satélite que utilizó células solares. A diferencia del Sputnik, el primer satélite artificial que orbitó el planeta, que se quedó sin baterías en 21 días por falta de energía solar, la mayoría de los satélites de comunicaciones y sondas espaciales modernos del sistema solar interior recurren al uso de paneles solares para obtener electricidad de la luz solar.
- Comunidad "hazlo tú mismo"

Con el creciente interés por la energía verde respetuosa con el medio ambiente, los aficionados al bricolaje se han esforzado por construir sus propios sistemas solares fotovoltaicos a partir de kits o en parte de bricolaje. Por lo general, la comunidad de bricolaje utiliza sistemas baratos o de alta eficiencia (como los de seguimiento solar) para generar su propia energía. Como resultado, los sistemas de bricolaje suelen ser más baratos que sus homólogos comerciales. A menudo, el sistema también está conectado a la red eléctrica regular, utilizando la medición neta en lugar de una batería como respaldo. Estos sistemas suelen generar una cantidad de energía de ~2 kW o menos. A través de Internet, la comunidad puede obtener planos para construir (en parte) el sistema y hay una tendencia creciente a construirlos para las necesidades domésticas.
Galería de sistemas autónomos

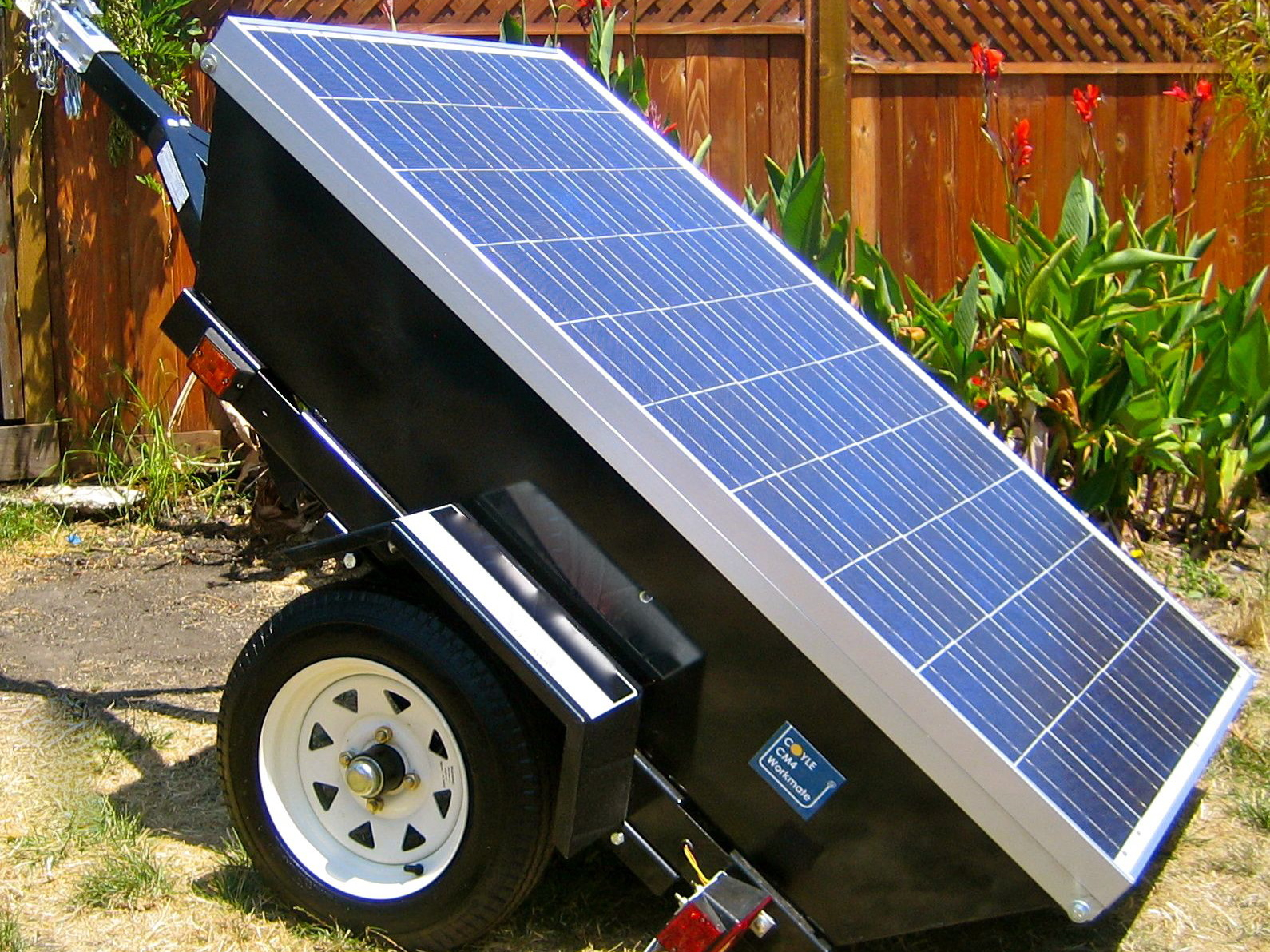
Foto de perfil de un generador de energía solar móvil
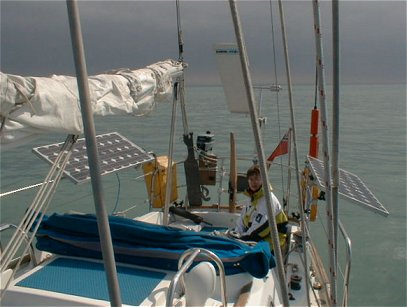
Paneles solares en un pequeño yate para cargar baterías de 12 voltios hasta 9 amperios
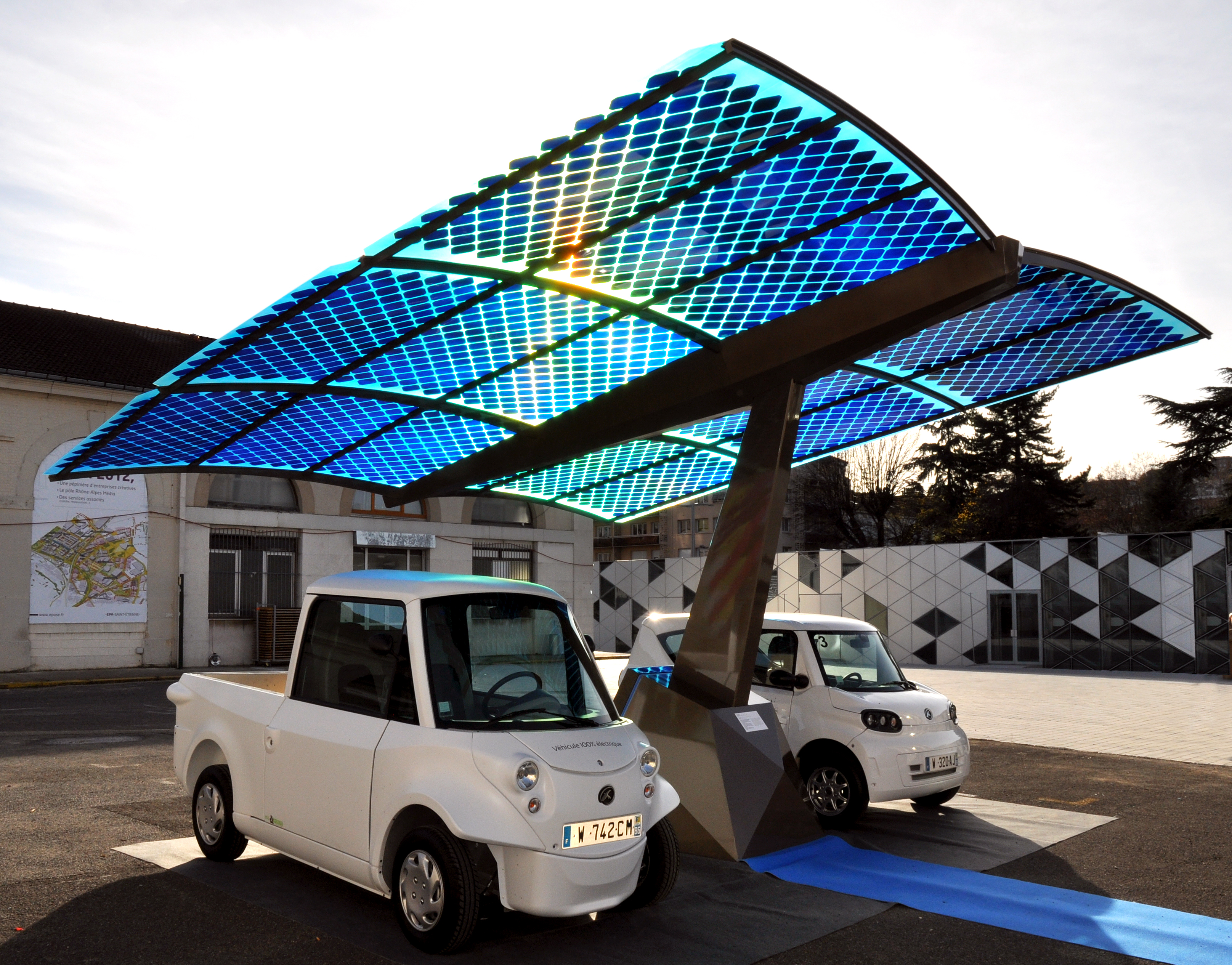
Una estación de carga móvil para vehículos eléctricos en Francia
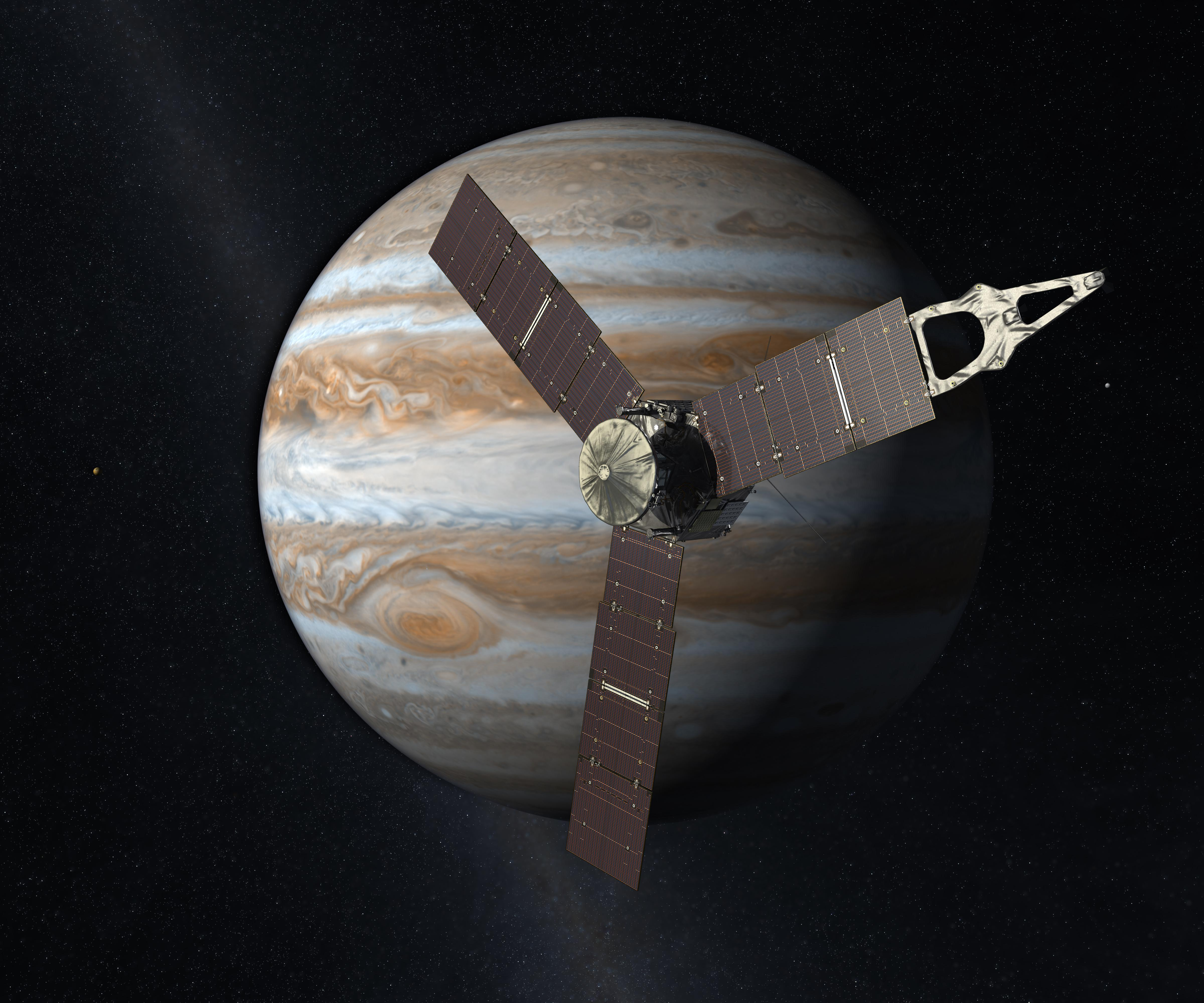
Concepto artístico de la nave espacial Juno en órbita alrededor de Júpiter : la nave espacial más lejana alimentada por células solares
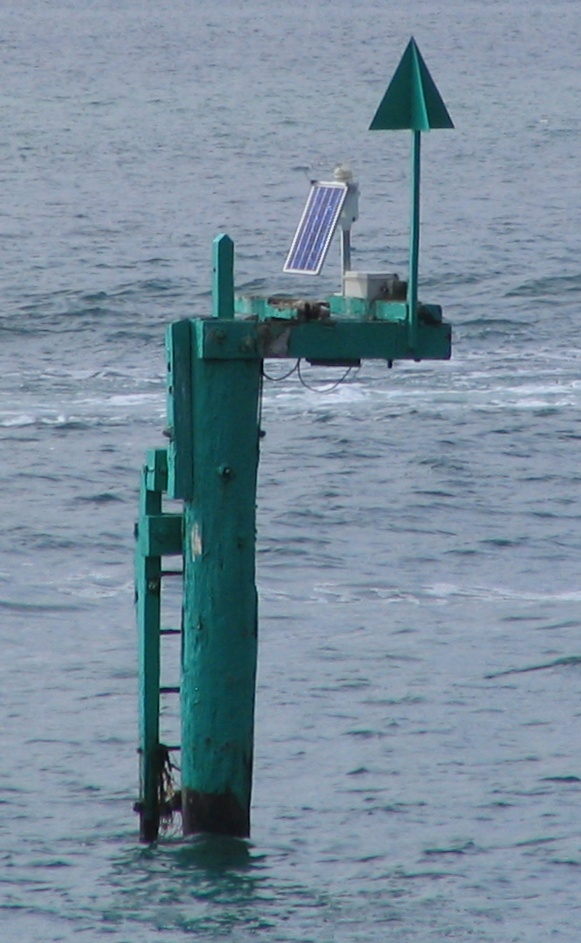
Una marca lateral, puerto de Otago, Nueva Zelanda

## Costos y economía
El costo de producir células fotovoltaicas se ha reducido debido a las economías de escala en la producción y los avances tecnológicos en la fabricación. Para las instalaciones a gran escala, los precios por debajo de $ 1,00 por vatio eran comunes en 2012. Se había logrado una disminución de precios del 50% en Europa de 2006 a 2011 y existe la posibilidad de reducir el costo de generación en un 50% para 2020. Las células solares de silicio cristalino han sido reemplazadas en gran medida por células solares de silicio multicristalino menos costosas, y las células solares de silicio de película delgada también se han desarrollado a costos de producción más bajos. Aunque se reducen en eficiencia de conversión de energía a partir de "siwafers" monocristalinos, también son mucho más fáciles de producir a costos comparativamente más bajos. 
La siguiente tabla muestra el costo total (promedio) en centavos de dólar por kWh de electricidad generada por un sistema fotovoltaico. Los encabezados de las filas de la izquierda muestran el costo total, por kilovatio pico (kWp ), de una instalación fotovoltaica. Los costos de los sistemas fotovoltaicos han ido disminuyendo y en Alemania, por ejemplo, se informó que habían caído a USD 1389 / kWp a fines de 2014. Los encabezados de las columnas en la parte superior se refieren a la producción de energía anual en kWh esperada de cada kWp instalado. Esto varía según la región geográfica porque la insolación promedio depende de la nubosidad promedio y el grosor de la atmósfera atravesada por la luz solar. También depende de la trayectoria del sol en relación con el panel y el horizonte. Los paneles generalmente se montan en un ángulo basado en la latitud y, a menudo, se ajustan estacionalmente para adaptarse a la declinación solar cambiante. El seguimiento solar también se puede utilizar para acceder a una luz solar aún más perpendicular, aumentando así la producción total de energía.
Los valores calculados en la tabla reflejan el costo total (promedio) en centavos por kWh producido. Asumen un costo de capital total del 10% (por ejemplo , una tasa de interés del 4%, un costo de operación y mantenimiento del 1%, y la depreciación del desembolso de capital durante 20 años). Normalmente, los módulos fotovoltaicos tienen una garantía de 25 años.
| $0.20 | 0.8   | 0.9      | 1.0                                                                                          | 1.1  | 1.3  | 1.4  | 1.7  | 2.0  | 2.5  |
| $0.60 | 2.5   | 2.7      | 3.0                                                                                          | 3.3  | 3.8  | 4.3  | 5.0  | 6.0  | 7.5  |
| $1.00 | 4.2   | 4.5      | 5.0                                                                                          | 5.6  | 6.3  | 7.1  | 8.3  | 10.0 | 12.5 |
| $1.40 | 5.8   | 6.4      | 7.0                                                                                          | 7.8  | 8.8  | 10.0 | 11.7 | 14.0 | 17.5 |
| $1.80 | 7.5   | 8.2      | 9.0                                                                                          | 10.0 | 11.3 | 12.9 | 15.0 | 18.0 | 22.5 |
| $2.20 | 9.2   | 10.0     | 11.0                                                                                         | 12.2 | 13.8 | 15.7 | 18.3 | 22.0 | 27.5 |
| $2.60 | 10.8  | 11.8     | 13.0                                                                                         | 14.4 | 16.3 | 18.6 | 21.7 | 26.0 | 32.5 |
| $3.00 | 12.5  | 13.6     | 15.0                                                                                         | 16.7 | 18.8 | 21.4 | 25.0 | 30.0 | 37.5 |
| $3.40 | 14.2  | 15.5     | 17.0                                                                                         | 18.9 | 21.3 | 24.3 | 28.3 | 34.0 | 42.5 |
| $3.80 | 15.8  | 17.3     | 19.0                                                                                         | 21.1 | 23.8 | 27.1 | 31.7 | 38.0 | 47.5 |
| $4.20 | 17.5  | 19.1     | 21.0                                                                                         | 23.3 | 26.3 | 30.0 | 35.0 | 42.0 | 52.5 |
| $4.60 | 19.2  | 20.9     | 23.0                                                                                         | 25.6 | 28.8 | 32.9 | 38.3 | 46.0 | 57.5 |
| $5.00 | 20.8  | 22.7     | 25.0                                                                                         | 27.8 | 31.3 | 35.7 | 41.7 | 50.0 | 62.5 |
| \| USA \| Japón \| Alemania \| Coste del sistema de tejado pequeño e insolación media aplicada a la tabla de datos, en 2013 \| Notas: 1. Coste por vatio de un sistema sobre tejado en 2013: Japón 4,64 dólares, Estados Unidos 4,92 dólares y Alemania 2,05 dólares. 2. Kilovatios-hora generados por vatios-pico instalados, basados en la insolación media de Japón (1500 kWh/m2/año), Estados Unidos (5,0 a 5,5 kWh/m2/día) y Alemania (1000 a 1200 kWh/m2/año). 3. Un estudio realizado en 2013 por el Fraunhofer ISE concluye que el coste LCOE de un pequeño sistema fotovoltaico es de 0,16 dólares (0,12 euros) en lugar de 0,22 dólares por kilovatio-hora como se muestra en la tabla (Alemania). |       |          |                                                                                              |      |      |      |      |      |      |
| USA | Japón | Alemania | Coste del sistema de tejado pequeño e insolación media aplicada a la tabla de datos, en 2013 |      |      |      |      |      |      |

### Costo del sistema en 2013
En su edición de 2014 del informe "Technology Roadmap: Solar Photovoltaic Energy", la Agencia Internacional de la Energía (AIE) publicó los precios en dólares por vatio de los sistemas fotovoltaicos residenciales, comerciales y a escala de servicios públicos en ocho mercados principales en 2013.
| USD / W                                                                             | Australia | China | Francia | Alemania | Italia | Japón | Reino Unido | Estados Unidos |
| ----------------------------------------------------------------------------------- | --------- | ----- | ------- | -------- | ------ | ----- | ----------- | -------------- |
| Residencial                                                                         | 1.8       | 1,5   | 4.1     | 2.4      | 2.8    | 4.2   | 2.8         | 4.9            |
| Comercial                                                                           | 1,7       | 1.4   | 2,7     | 1.8      | 1,9    | 3.6   | 2.4         | 4.5            |
| Escala de utilidad                                                                  | 2.0       | 1.4   | 2.2     | 1.4      | 1,5    | 2.9   | 1,9         | 3.3            |
| Fuente : IEA - Hoja de ruta tecnológica: Informe de energía solar fotovoltaica : 15 |           |       |         |          |        |       |             |                |

### Curva de aprendizaje
Los sistemas fotovoltaicos demuestran una curva de aprendizaje en términos de costo nivelado de la electricidad (LCOE), reduciendo su costo por kWh en un 32,6% por cada duplicación de capacidad. A partir de los datos de LCOE y capacidad instalada acumulada de la Agencia Internacional de Energías Renovables (IRENA) de 2010 a 2017,   la ecuación de la curva de aprendizaje para sistemas fotovoltaicos se da como 
{\displaystyle LCOE_{fotovoltaico}=151.46\,Capacidad^{-0.57}}
- LCOE : costo nivelado de la electricidad (en USD / kWh)
- Capacidad : capacidad instalada acumulada de sistemas fotovoltaicos (en MW)

## Regulación

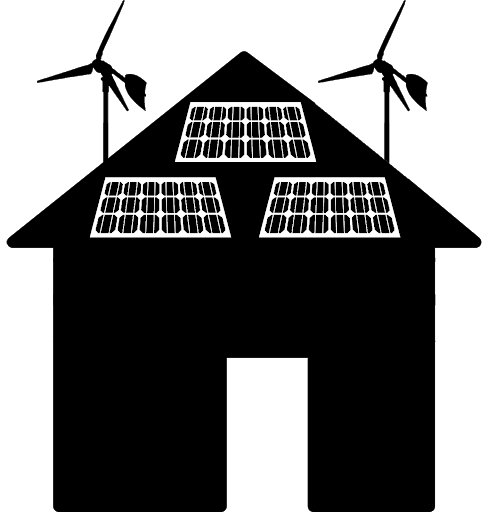
Icono de microgeneración.

### Estandarización
El creciente uso de los sistemas fotovoltaicos y la integración de la energía fotovoltaica en las estructuras y técnicas de suministro y distribución existentes aumentan la necesidad de contar con normas y definiciones generales para los componentes y sistemas fotovoltaicos. Las normas se recopilan en la Comisión Electrotécnica Internacional (CEI) y se aplican a la eficiencia, la durabilidad y la seguridad de las células, los módulos, los programas de simulación, los conectores y los cables, los sistemas de montaje, la eficiencia general de los inversores, etc..

### Regulaciones nacionales
Reino Unido
En el Reino Unido, las instalaciones fotovoltaicas se consideran generalmente un desarrollo permitido y no requieren permiso de planificación. Si la propiedad está catalogada o se encuentra en una zona designada (parque nacional, zona de extraordinaria belleza natural, sitio de especial interés científico o Norfolk Broads), se requiere un permiso de planificación.
Estados Unidos
En los Estados Unidos, el artículo 690 del Código Eléctrico Nacional proporciona pautas generales para la instalación de sistemas fotovoltaicos; estos pueden ser reemplazados por las leyes y regulaciones locales. A menudo, se requiere un permiso que requiere la presentación de planes y cálculos estructurales antes de que pueda comenzar el trabajo. Además, muchos lugares requieren que el trabajo se realice bajo la guía de un electricista autorizado.
En los Estados Unidos, la Autoridad con Jurisdicción (AHJ) revisará los diseños y emitirá los permisos antes de que la construcción pueda comenzar legalmente. Las prácticas de instalación eléctrica deben cumplir con los estándares establecidos en el Código Eléctrico Nacional (NEC) y ser inspeccionadas por la autoridad competente para garantizar el cumplimiento del código de construcción, el código eléctrico y el código de seguridad contra incendios. Las jurisdicciones pueden requerir que el equipo haya sido probado, certificado, listado y etiquetado por al menos uno de los laboratorios de pruebas reconocidos a nivel nacional (NRTL). En los EE. UU., Muchas localidades requieren un permiso para instalar un sistema fotovoltaico. Un sistema conectado a la red normalmente requiere que un electricista autorizado realice la conexión entre el sistema y el cableado conectado a la red del edificio. Los instaladores que cumplen con estas calificaciones se encuentran en casi todos los estados.  Varios estados prohíben a las asociaciones de propietarios restringir los dispositivos solares.
España
Aunque España genera alrededor del 40% de su electricidad a través de la energía fotovoltaica y otras fuentes renovables, y ciudades como Huelva y Sevilla cuentan con casi 3.000 horas de sol al año, en 2013 España emitió un impuesto solar para contabilizar la deuda creada por la inversión realizada por el gobierno español. Quienes no se conecten a la red pueden enfrentarse a una multa de hasta 30 millones de euros (40 millones de dólares) Dichas medidas finalmente se retiraron en 2018, cuando se introdujo una nueva legislación que prohíbe cualquier impuesto sobre el autoconsumo de energía renovable.

## Limitaciones

### Contaminación y energía en la producción fotovoltaica
La energía fotovoltaica es un método muy conocido para generar electricidad limpia y sin emisiones. Los sistemas fotovoltaicos suelen estar compuestos por módulos fotovoltaicos e inversores (que transforman la corriente continua en corriente alterna). Los módulos fotovoltaicos están hechos principalmente de células fotovoltaicas, que no tienen ninguna diferencia fundamental con el material para fabricar chips de ordenador. El proceso de producción de células fotovoltaicas (chips de ordenador) requiere un gran consumo de energía e implica la utilización de productos químicos altamente tóxicos para el medio ambiente. Hay pocas plantas de fabricación fotovoltaica en todo el mundo que producen módulos fotovoltaicos con energía producida a partir de células fotovoltaicas. Esta medida reduce en gran medida la huella de carbono durante el proceso de fabricación. La gestión de los productos químicos utilizados en el proceso de fabricación está sujeta a las leyes y normativas locales de las fábricas.

### Impacto en la red eléctrica
Con el aumento de los sistemas fotovoltaicos en los tejados, el flujo de energía pasa a ser bidireccional. Cuando hay más generación local que consumo, la electricidad se exporta a la red. Sin embargo, la red eléctrica no está diseñada tradicionalmente para hacer frente a la transferencia de energía en dos sentidos. Por lo tanto, pueden surgir algunos problemas técnicos. Por ejemplo, en Queensland, Australia, había más de un 30% de hogares con fotovoltaica en el tejado a finales de 2017. La famosa curva del pato californiana de 2020 ha aparecido con mucha frecuencia en muchas comunidades a partir de 2015. Puede aparecer un problema de sobretensión cuando la electricidad vuelve a la red. Existen soluciones para gestionar el problema de la sobretensión, como la regulación del factor de potencia de los inversores fotovoltaicos, nuevos equipos de control de la tensión y la energía a nivel de los distribuidores de electricidad, la reconducción de los cables eléctricos, la gestión de la demanda, etc. Estas soluciones suelen tener limitaciones y costes.

### Implicación en la gestión de la factura eléctrica y la inversión energética
Los clientes tienen diferentes situaciones específicas, por ejemplo, diferentes necesidades de comodidad/conveniencia, diferentes tarifas de electricidad o diferentes patrones de uso. Una tarifa eléctrica puede tener varios elementos, como la tasa de acceso y medición diaria, la tasa de energía (basada en kWh, MWh) o la tasa por demanda máxima (por ejemplo, un precio por el mayor consumo de energía de 30 minutos en un mes). La fotovoltaica es una opción prometedora para reducir la tarifa energética cuando el precio de la electricidad es razonablemente alto y aumenta continuamente, como en Australia y Alemania. Sin embargo, en los lugares en los que se aplica un cargo por demanda máxima, la energía fotovoltaica puede resultar menos atractiva si los picos de demanda se producen sobre todo a última hora de la tarde o a primera hora de la noche, por ejemplo en las comunidades residenciales. En general, la inversión en energía es en gran medida una decisión económica y las decisiones de inversión se basan en la evaluación sistemática de las opciones de mejora operativa, eficiencia energética, generación in situ y almacenamiento de energía.